# Malešice
Malešice jsou městská čtvrť a katastrální území ve východní části města Prahy. Z převážné části jsou součástí obvodu a městské části Praha 10, pouze zahrady na západním úbočí vrchu Tábora v areálu zahradnické školy a v okolí patří do městské části Praha 9. 

## Geografie
Původní malá víska Malešice se rozkládala v kotlině mezi vrchy Táborem a Třebešínem. Název Tábor je patrně odvozen od polohy vrchu, neboť leží v ose přímo proti Žižkovu. Jméno vrchu Třebešín nejspíše vychází ze starodávného pojmenování tohoto místa „třebiště“ neboli místo, kam přinášeli naši předkové svým bohům oběti nazývané „třeby“. Na rozsáhlém území tohoto katastru protékalo několik menších vodních toků, jejichž soutok se nacházel v těsné blízkosti historického jádra této obce tj. U malešického rybníka. V minulých dobách vedlo územím Malešic několik důležitých kupeckých cest.

## Historie

### Pravěk a středověk
Na území Malešic se nalézá jedno z nejstarších archeologických nalezišť v rámci tzv. Velké Prahy, přestože geomorfologické a hydrologické podmínky na tomto území s převažujícími plochami náhorních plání bez vody neumožňovaly rozsáhlejší osídlení v pravěku ani ve středověku.
Tato archeologická lokalita se nachází na návrší situovaném severně od rozcestí ulic Malešická a Rektorská. V letech 1982–1985 zde archeologové postupně objevili cca 100 kusů drobné nepatinované štípané kamenné industrie z období pozdního paleolitu. Jedná se tedy o první bezpečně prokázané paleolitické sídliště v Praze i ve středních Čechách.
Kromě tohoto významného naleziště nebylo na území katastru Malešic zatím objeveno žádné další osídlení nebo doklady pohřbívání z doby pravěku ani raného středověku, což je však způsobeno spíše nedostatkem uskutečněných archeologických průzkumů v této oblasti Prahy.
V písemných pramenech jsou Malešice poprvé připomínány v roce 1309. (K roku 1309 je doloženo slovní spojení „in Malisicz“, v roce 1365 se uvádí „in Maleschitz“.) Název obce „Malešice“ neboli „Mališice“ je patrně odvozen od osobního jména „Mališ“ nebo „Mališa“ což znamená „malý člověk“ a znamená tedy „ves lidí Mališových“. Osadu tedy patrně vlastnil jakýsi feudál Mališ v období po rozpadu rodových společností a její založení tedy je jistě starší než první písemná zmínka.
V roce 1309, kdy je osada poprvé zmiňována v listině, patřila část vsi vikáři Vojslavovi, který ji odkázal svatovítské kapitule. Kolem poloviny 14. století vlastnila druhou část vsi pražská rodina Píseckých.
Poté se majitelé vesnice rychle střídali. V době před rokem 1368 vlastnil část Malešic pražský staroměstský patricij Meinlin. V roce 1396 držel ves Šimon Pulc, v roce 1407 jakýsi Přibík a v roce 1408 Heřman z Horek. Z roku 1408 pochází také první zmínka o zdejší středověké tvrzi.
Na počátku husitských válek zabrali ves Pražani, ale nakonec se dostala do držení Prokopa Bervíka. Ve 40. letech 15. století zachvátil Malešice požár a poté musely být prodány s tvrzí i poplužním dvorem faráři mistru Janovi z Příbrami a v roce 1458 je již uváděn jako vlastník král Jiří z Poděbrad. 

### Novověk
Ve druhé polovině 15. století se ves stala majetkem Malešických z Černožic. Roku 1467 je uváděn jako vlastník Zikmund Malešický a roku 1509 Ladislav Malešický, který ves spolu s tvrzí, poplužním dvorem s poplužím, dvory kmetcí s poplužím a s hrdlořezskou krčmou v roce 1525 prodal spojeným městům pražským. V roce 1547 zabavil Malešice Pražanům císař Ferdinand I. za účast na protihabsburském povstání, ale již v roce 1549 je navrátil Novému Městu pražskému. Roku 1635 Nové Město pražské muselo ves prodat spolu se Štěrboholy generálu Janu Beckovi. Během třicetileté války byla při vpádu švédských vojsk ves téměř zničena. Později se stali dalšími majiteli Malešic Vratislavové z Mitrovic, kteří zde v letech 1686–1689 vystavěli zámeček.

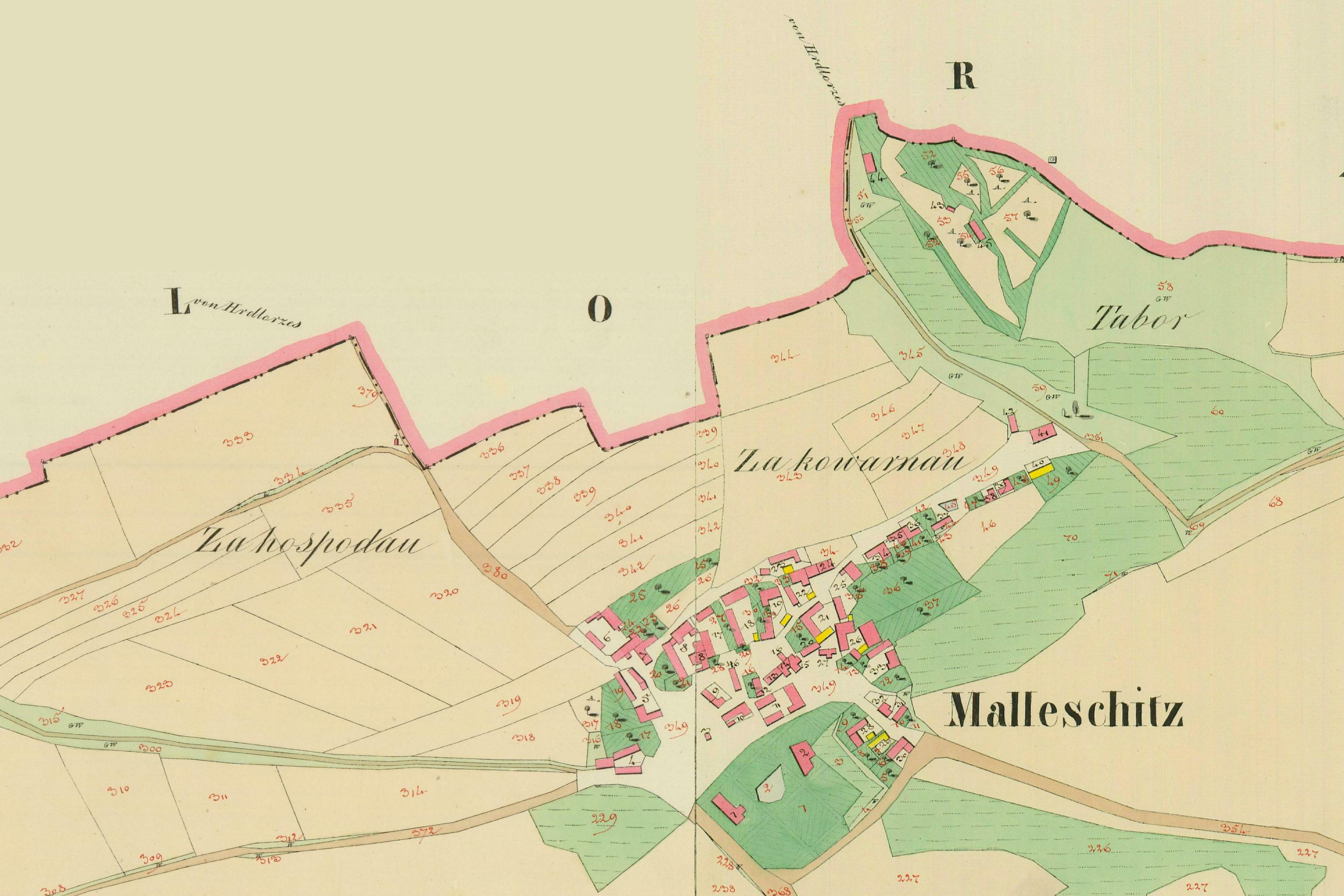
Malešice (Malleschitz) na císařských otiscích map Stabilního katastru. Mapováno 1841, tištěno 1842. Detail obce a usedlosti Josefa Havlíčka.

V roce 1727 koupila Malešice za 56 000 zlatých pražská univerzita (vrchnostenský dvůr, hospodu, 4 selské a 3 chalupnické usedlosti a kovárnu). Dnes ji připomínají názvy malešických ulic Na Universitním statku, Bakalářská, Rektorská nebo Mistrovská, ale rovněž ulic, která nesou jména významných univerzitních učitelů a rektorů – Bacháčkova, Bydžovského, Heldova, Janderova, Kampanova, Kaňkova, Niederleho, Strnadova, Zálužanského, Troilova nebo Vydrova, v níž bývala vyhledávaná malešická hospoda Na Kovárně.
Ve druhé polovině 19. století, kdy došlo k prohlášení Prahy za otevřené město a zbourání hradeb, nastal bouřlivý rozvoj okolních obcí. Město se začalo rozpínat a v přilehlých obcích nastal stavební ruch, rozvoj průmyslu i příliv nových obyvatel, což se však Malešic téměř nedotklo. V roce 1843 v Malešicích žilo podle soupisu obyvatel 316 obyvatel, kteří bydleli v 39 staveních.

### 20. století

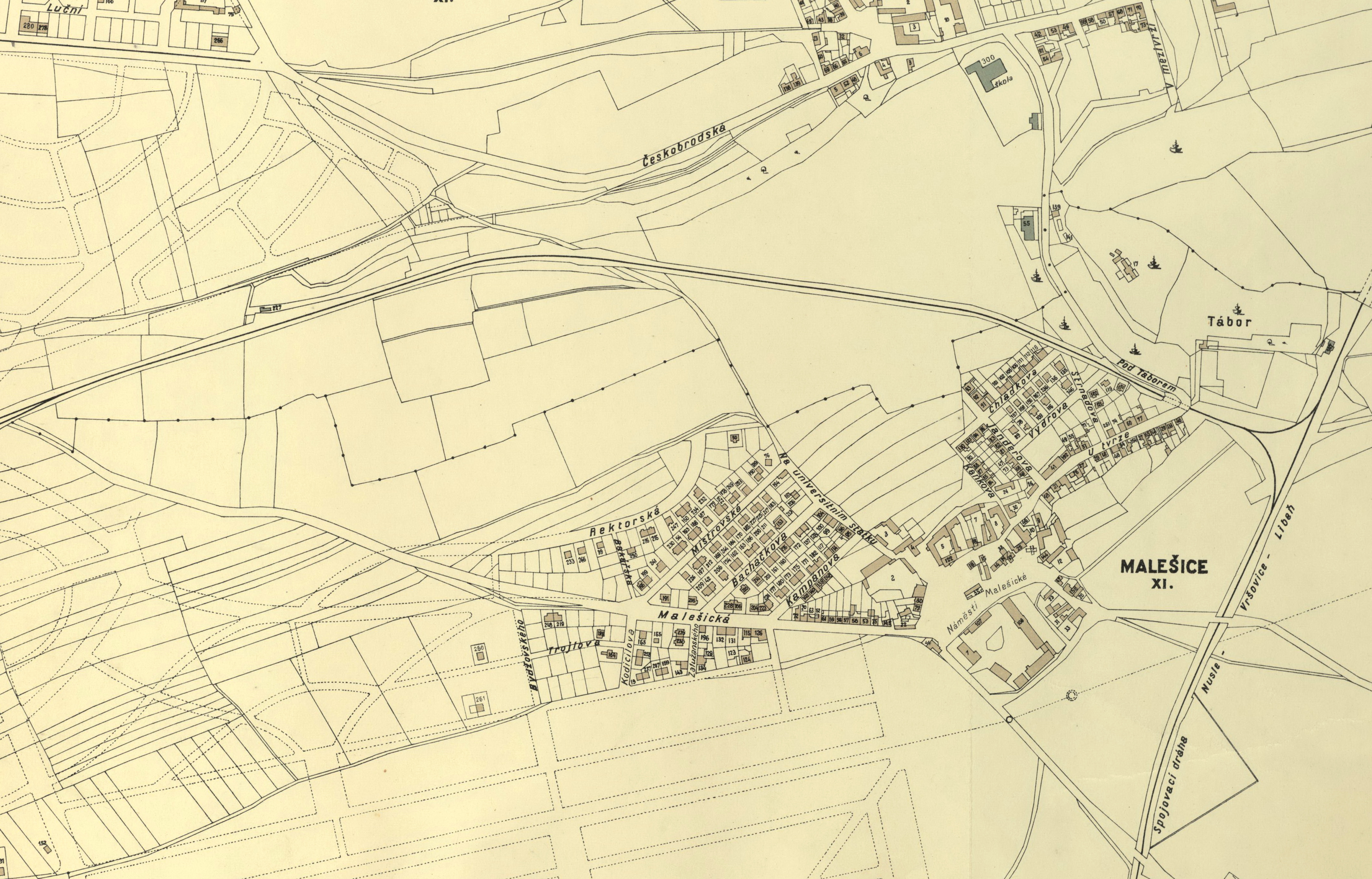
Malešice v roce 1938, výřez z mapového listu č.41, Orientační plán hlavního města Prahy s okolím (1938), nákladem Obce pražské, provedl stavební úřad hl. m. Prahy.

Na začátku 20. století byly Malešice stále vesnicí, v níž se lidé živili hlavně zemědělstvím, sadařstvím, v zahradnictvích či provozovali drobné živnosti. Avšak brzy se bouřlivý rozvoj začal projevovat i zde. Začalo přibývat lidí pracujících v Praze, kteří se stěhovali na její periferie, a začalo se zde stavět. Po vzniku První republiky bylo 1. ledna roku 1922 zákonem o Velké Praze připojeno k dosavadním osmi pražským čtvrtím (Staré Město, Nové Město, Malá Strana, Hradčany, Josefov, Vyšehrad, Holešovice, Libeň) 37 okolních obcí a samosprávných okresů a vzniklo velkoměsto s 677 000 obyvateli. Velká Praha se rozdělila do devatenácti městských čtvrtí (okresů) a obec Malešice byla spolu s Žižkovem a Hrdlořezy zařazena do Prahy XI. V roce 1922 žilo v Malešicích ve 150 domech 1371 obyvatel.

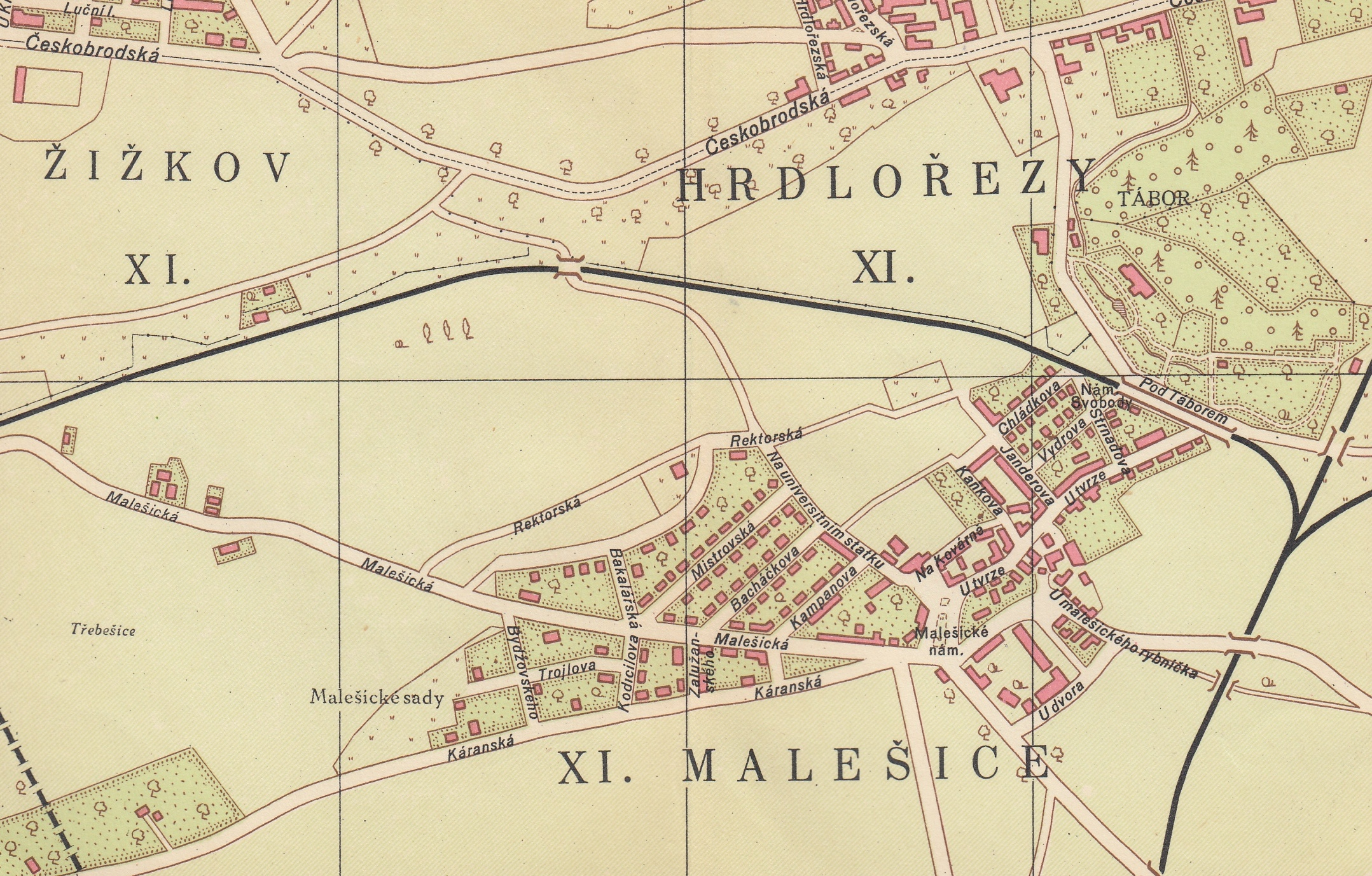
Malešice, plán zobrazuje stav z druhé poloviny 40. let 20. století. Zpracováno na základě dat z Orientační knihy Velké Prahy a Modřan, Masarykův četnický vzdělávací a podpůrný fond (v době vydání Stráž Národní Bezpečnosti) za technické spolupráce místního velitelství SNB v Praze, 1948. Výřez z mapového listu 31.

Navzdory zmíněné nové výstavbě zůstávaly Malešice okrajovou čtvrtí vesnického charakteru až do konce 50. let 20. století, kdy zde začala výstavba panelového sídliště pro tisíce lidí. Ještě po druhé světové válce se v Zeměpisném průvodci Velkou Prahou o nich píše: „K městské pražské čtvrti XI. připojeny byly jako periferní její části Hrdlořezy a Malešice, dosud oddělené od ní velkými lány polí a rozkládající se při výpadní silnici, směřující na Český Brod. Obě části jsou ještě málo dotčeny Prahou, i když také u nich již vyrostly obytné kolonie, zejména dělnické.“  Tomuto stavu též odpovídalo dopravní spojení městskou veřejnou dopravou; první autobus pražských Dopravních podniků přijel do Malešic až roku 1926 a tramvajová trať zde není dodnes.
V roce 1949 bylo k. ú. Malešice začleněno do správního obvodu Praha 10 (s Hostivaří, Strašnicemi, Zahradním Městem a částí Záběhlic). V roce 1960 byla převážná část k. ú. Malešice začleněna do nového obvodu Praha 10. V roce 1990 se tato území stala součástí městských částí Praha 10 a Praha 9.
K 1. lednu roku 2000 žilo v Malešicích 9 891 obyvatel. Hustota obyvatel na 1 km² byla 2 350. Z celkové rozlohy malešického katastru o 382 hektarech zaujímá 40 hektarů zemědělská půda, 66 hektarů je zastavěných a 152 hektarů zabírají zelené plochy. Velkou část z celkové rozlohy zabírají dopravní komunikace, včetně železničních tratí.

### Významné osobnosti
V Malešicích v Počernické ulici žil básník a učitel Jiří Karen (1920-2000), vlastním jménem Ladislav Podmele. Napsal 21 básnických sbírek, z nichž dvě byly vydány v němčině a dvě v esperantu. Jedná se například o básnické sbírky Vteřiny zrání, Hledání modrého tónu, Stromy přicházejí do města, Ještě jednou žít na zemi, Potichu a šeptem. Také je autorem řady odborných prací.
Obyvatelkou Malešic byla scenáristka a spisovatelka Irena Charvátová (1942-2008), která je autorkou mnoha televizních a filmových scénářů k známým filmům a inscenacím jako například Hadí jed, Skleněný dům, Housata, Mezek a Koncert pro dvoje housle.
Další významnou osobností z Malešic je Jindřich Valášek (1886-1956), truhlář a fotbalista. Stal se střelcem úplně prvního gólu v historii české fotbalové reprezentace a to v utkání sehraném 1. dubna 1906 v Budapešti, kde Češi remizovali s Uherskem 1:1.

## Urbanisticko-architektonická skladba Malešic a její historický vývoj
Malešice jsou jedinečnou pražskou městskou částí, jež se na první pohled jeví poněkud stavebně neuspořádaně. Málokterá pražská městská část má tak stavebně a architektonicky odlišné a zřetelně vymezené oblasti jako je tomu v Malešicích. Sestává ze staré původní rostlé obce, sídliště postaveného převážně v 60. letech 20. století, individuální výstavby rodinných a dalších domů a průmyslové zóny na východním okraji. Mezi touto pestrou zástavbou nalezneme v Malešicích také rozlehlý park, malešický lesík a areál botanické zahrady. Protože se původně jednalo o vesnicí nacházející se mezi poli, loukami, vinicemi a sady, která měla po staletí své neměnné hranice, postrádají Malešice prvky tradiční městské urbanistické struktury, kterými jsou např. významné obchodní ulice, korza, náměstí nebo architektonické dominanty nacházející se na důležitých místech (např. budovy divadel, muzeí, škol, různých institucí atd.) Určitá zachovalá sídelní ucelenost původní rostlé obce starých Malešic, která nebyla významněji znehodnocena nebo narušena pozdější zástavbou má nepochybnou hodnotu.

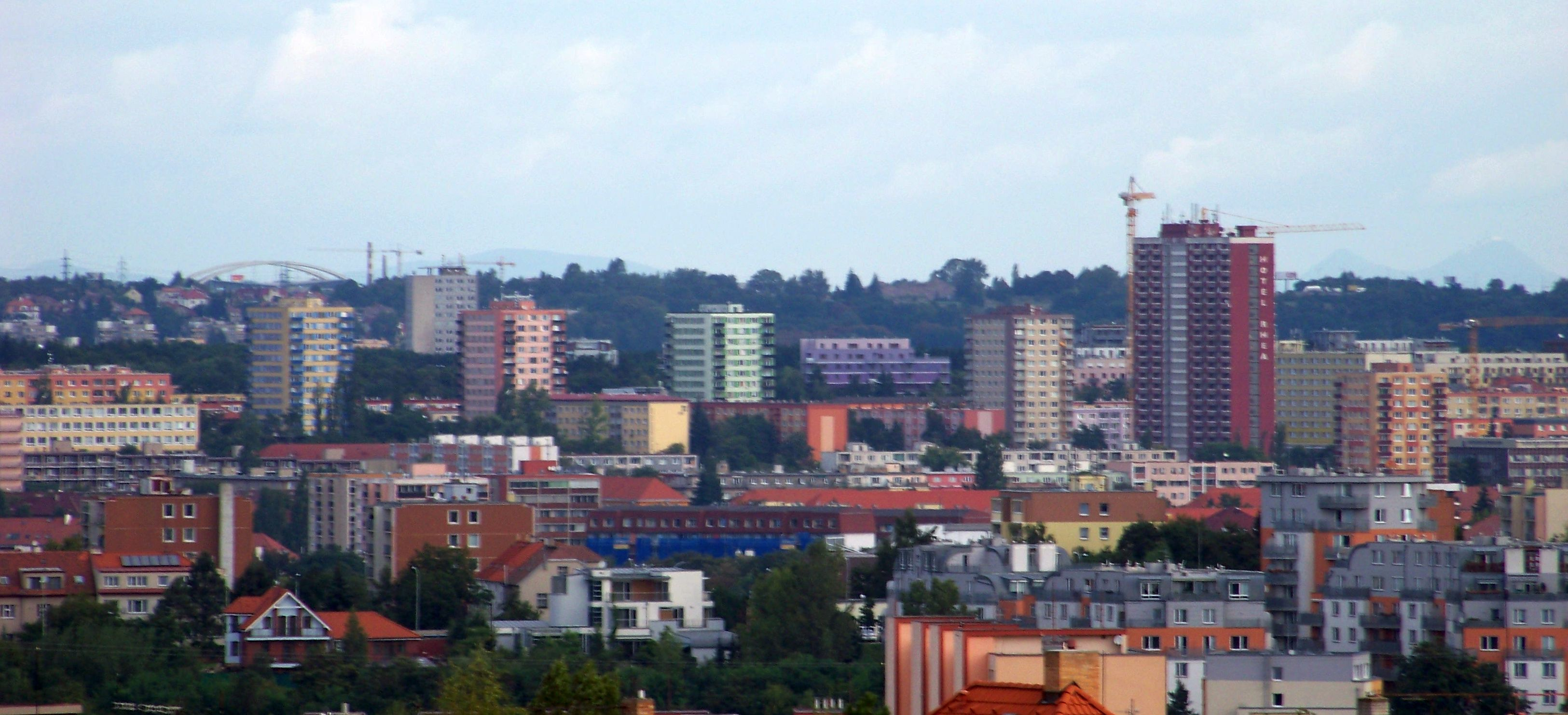
Pohled na sídliště Malešice z roztylského valu v roce 2011

Na základě novověkých podkladů lze usuzovat, že poměrně malá návesní ves Malešice se původně sestávala z pozdně středověkých usedlostí, které se nacházely v místech pozdějších selských statků čp. 2, 3, 5 a snad i čp. 11. Tyto nejstarší malešické hospodářské usedlosti byly společně s vrchnostenským dvorem situovány v okolí návsi (v prostoru dnešního malešického náměstí), později z větší části zastavěné. K nim nejspíše již ve 2. polovině 17. století přibyly nové, větší chalupnické usedlosti postavené na místech pozdějších usedlostí čp. 6, 7 a asi i čp. 12, v dnešní době značně přestavěné. Centrem zástavby byl zdejší dvůr se zámečkem, vystavěným patrně v místě původní malešické tvrze.  
V roce 1726 se v obci nacházely 4 selské grunty, 4 chalupy, panská hospoda a kovárna. Patrně v průběhu 18. století (po roce 1727) pokračovala další sekundární zástavba v jádru obce (jedná se patrně o menší chalupnické usedlosti pozdějších čp. 19 na návsi, čp. 22 na západním okraji návsi a čp. 8, 9, 10 a 23 ve východní části historického jádra). V roce 1787 proběhla na zdejším panství poddanská reforma známá jako tzv. raabizace, což znamenalo, že byla parcelována vrchnostenská půda mezi poddané, což přivedlo do vsi 30 nových rodin. Následně, v roce 1788, se v Malešicích nacházelo již 22 popisných čísel. Jednalo se o panský dvůr a zámeček (čp. 1), selské statky (čp. 2, 5, 6 a 8), panskou hospodu (čp. 3), kovárnu (čp. 4), chalupy (čp. 7, 10, 11, 12, 14 a 22), panskou ovčárnu (čp. 9), domky (čp. 13, 15, 18 a 21) a obecní pastoušku (čp. 6). Stavení čp. 17, 19 a 20 nejsou v archivních materiálech nijak blíže určena. V poslední třetině 18. století a na počátku 19. století pak vyrůstala mladší výstavba domků směrem k vrchu Tábor, podél dnešní ulice U Tvrze nebo občas i v prostoru návsi nebo jejího východního okraje. V roce 1843 se v Malešicích nacházelo 39 čísel popisných a obec čítala 316 obyvatel. Na konci 19. století byly za součást vesnice považovány také tři okolní samoty nazývané U Havlíků, Malešička a Vinice.

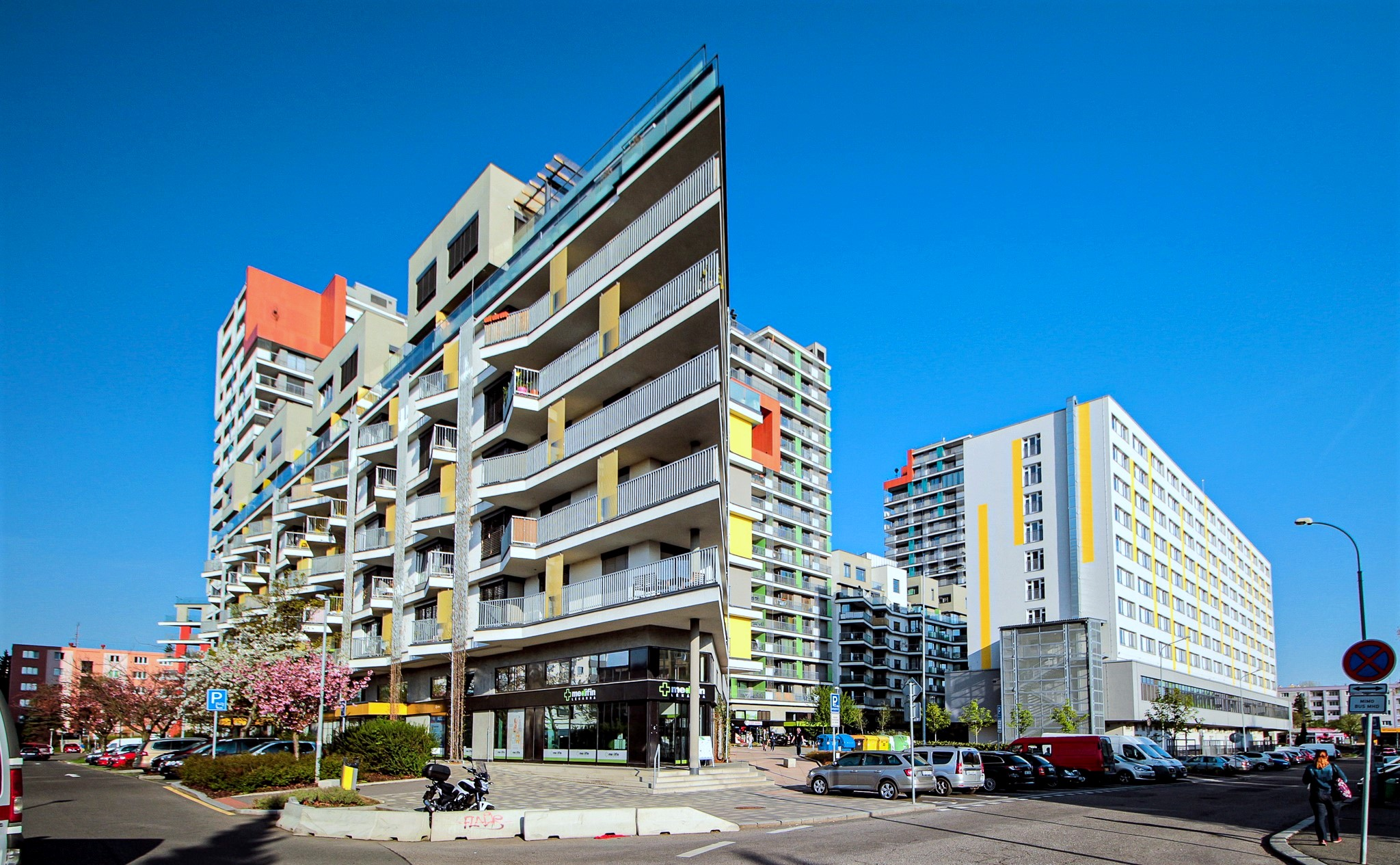
Centrum Malešice a Malešický penzion

Na přelomu 19. a 20. století pokračovala nová postupná zástavba Malešic v prostoru úpatí Třebešína, podél ulic Malešické a Káranské, na parcelovaných zemědělských zázemích za starobylými statky, kde byly rovněž vystavěné nové ulice a v menší míře se jednalo i o solitérní domy i vilky dále od jádra obce. V této době se na území katastru Malešic nacházelo zhruba 360 ha polí, pastvin, luk a zbytků morušových sadů. V roce 1922 došlo k připojení Malešic k hlavnímu městu Praha (v této době měly již 150 čísel popisných a 1371 obyvatel), avšak svůj předměstský charakter si udržely ještě dlouho, byť s sebou připojení k Praze přineslo regulace pražského územního plánu. Podle regulačních plánů vypracovaných pro Malešice v roce 1938 měla být tato nová pražská čtvrť zastavěna převážně rodinnými domky. Nejprve byly stavěny pouze ve svahu Třebešína, později se stavěly i v centru obce a Malešice pomalu měnily svůj vzhled. Na přelomu 50. a 60. let však nakonec došlo, podobně jako na Zahradním Městě, k radikální změně v plánech urbanistů, kdy se rozhodlo, že se západní část malešického katastru změní v rozsáhlé sídliště nájemních domů. Nejprve bylo podle plánů Josefa Červenky z roku 1948 vystavěno 10 třípatrových bytových domů s valbovými střechami a lodžiemi. Následovalo budování koncentrované bytové zástavby během 60. let. Toto obrovské panelové sídliště bylo dokončeno v roce 1970. Součástí sídliště byla i dvě tzv. okrsková střediska Astra a Oaza s obchody a restauracemi. Autory urbanistického řešení sídliště jsou Jiří Novotný, Milan Procházka a Milan Polívka, dále se na něm projekčně podíleli Jan Růžička, Vojtěch Mixa a Zoja Tvrzická. Návrhy vyšších třináctipatrových domů (tzv. typ T 06 B) vypracovali Jiří Klen, Josef Jánský a Miroslav Jehlička. Malešice se tedy během několika let rozrostly o sídliště zabírající plochu 65 hektarů s 4 365 byty v nájemních panelových domech a počet obyvatel se zvýšil o 15 tisíc.
Dalšími stavbami z této doby jsou škola v ulici Nad vodovodem 81/460, která byla postavena podle projektu Antonína Pešty (do 1962), malešická poliklinika s atriem v Plaňanské ulici 1/573, jež je prací Josefa Janského a hotel Fortuna Rhea (dnes A&O Prague Rhea) s dvaadvaceti podlažími v ulici V úžlabině 19/3068 , který navrhli architekti Aleš Bořkovec a Vladimír Ježek původně jako internát a kulturní dům (vystaven byl po roce 1970). V letech 1972-1985 byly zbudovány podle návrhu architektů Jana Línka a Vlado Miluniće budovy Domova důchodců v Rektorské ulici čp. 577, 578 zasazené do přírodního prostředí mimo zástavbu. V roce 1999 byla vypsána soutěž na dobudování, respektive zahuštění malešického centra. Vyhrál ji architekt Vlado Milunić, ateliér VM, s návrhem věžových dominant, které však nebyly provedeny. Na úplném okraji Malešic, v místě, kde začíná souvislá průmyslová oblast, byla před rokem 2002 vystavěna podle návrhu Jiřího Bučka budova SIAL (Polygrafická 2/622), představující zajímavý industriální objekt s šedou fasádou z vláknocementových desek.

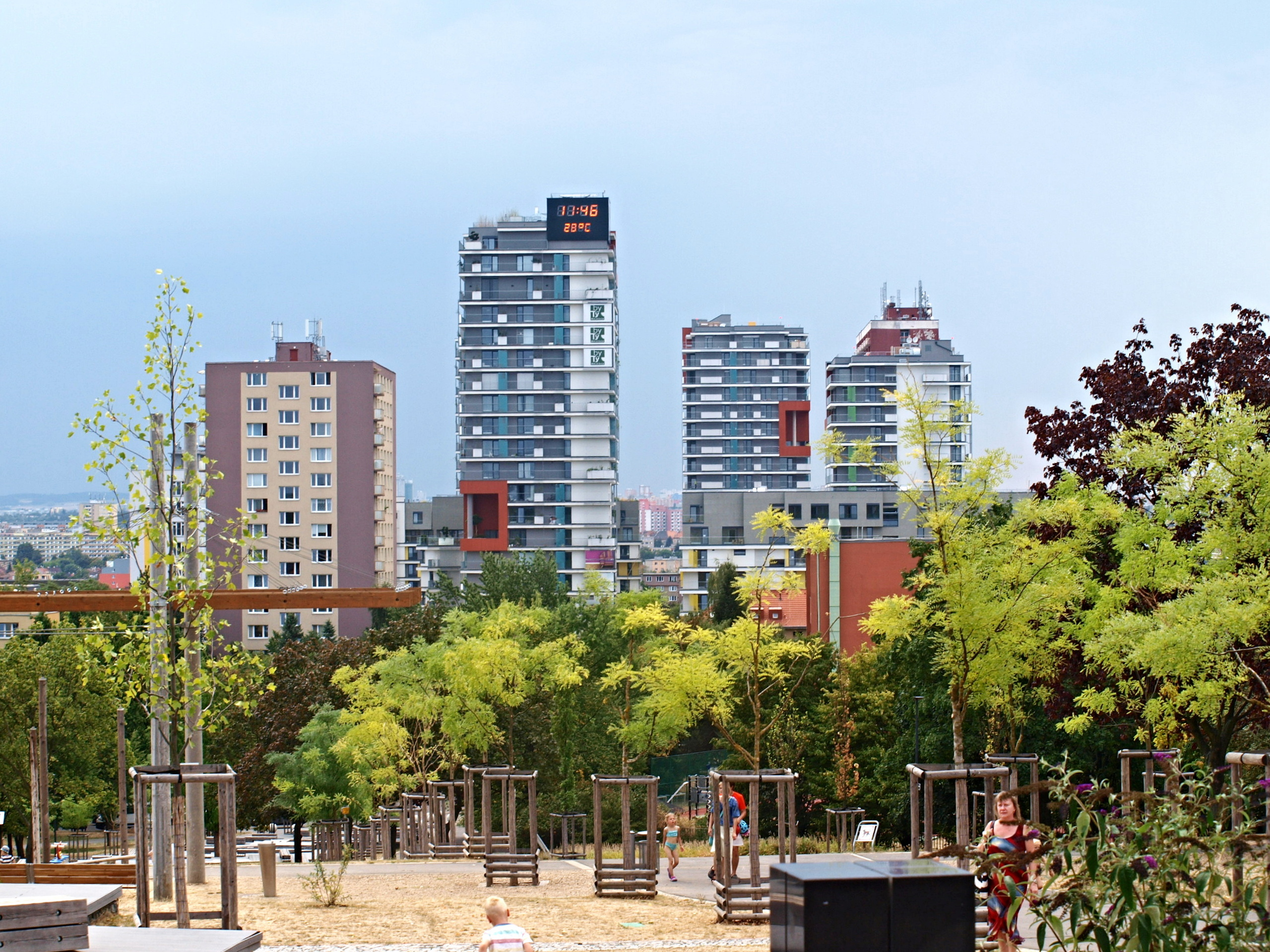
Pohled na bytový komplex ByTy a bytový dům Malešice z Malešického parku

I po roce 2000 proces zástavby Malešic kontinuálně pokračuje. Došlo k výstavbě obytného komplexu ByTy na pozemku, o jehož zástavbě se uvažovalo již od 60. let, proti němuž však obyvatelé Malešic protestovali a vznikla dokonce petice označující projekt za gigantický. Dále pokračuje dostavba developerských projektů Malešický háj a ECO city Malešice. Developeři chtějí stavět projekty o tisícovkách bytů dokonce v průmyslové zóně Malešic a Hostivaře. Pražský Institut plánování a rozvoje má vypracovat analýzu, zda je lokalita vhodná pro vznik nové, smíšené průmyslově-obytné čtvrti. Developeři však narážejí na množství překážek, kterými jsou stará ekologická zátěž (pozemky by bylo třeba nejprve zbavit nebezpečných látek) či překračované limity znečištění a hluku. Dalšími problémy jsou např. absence přírody, dostupnost mateřských či základních škol nebo funkční dopravní napojení k bytovým domům.

## Průmyslová zóna

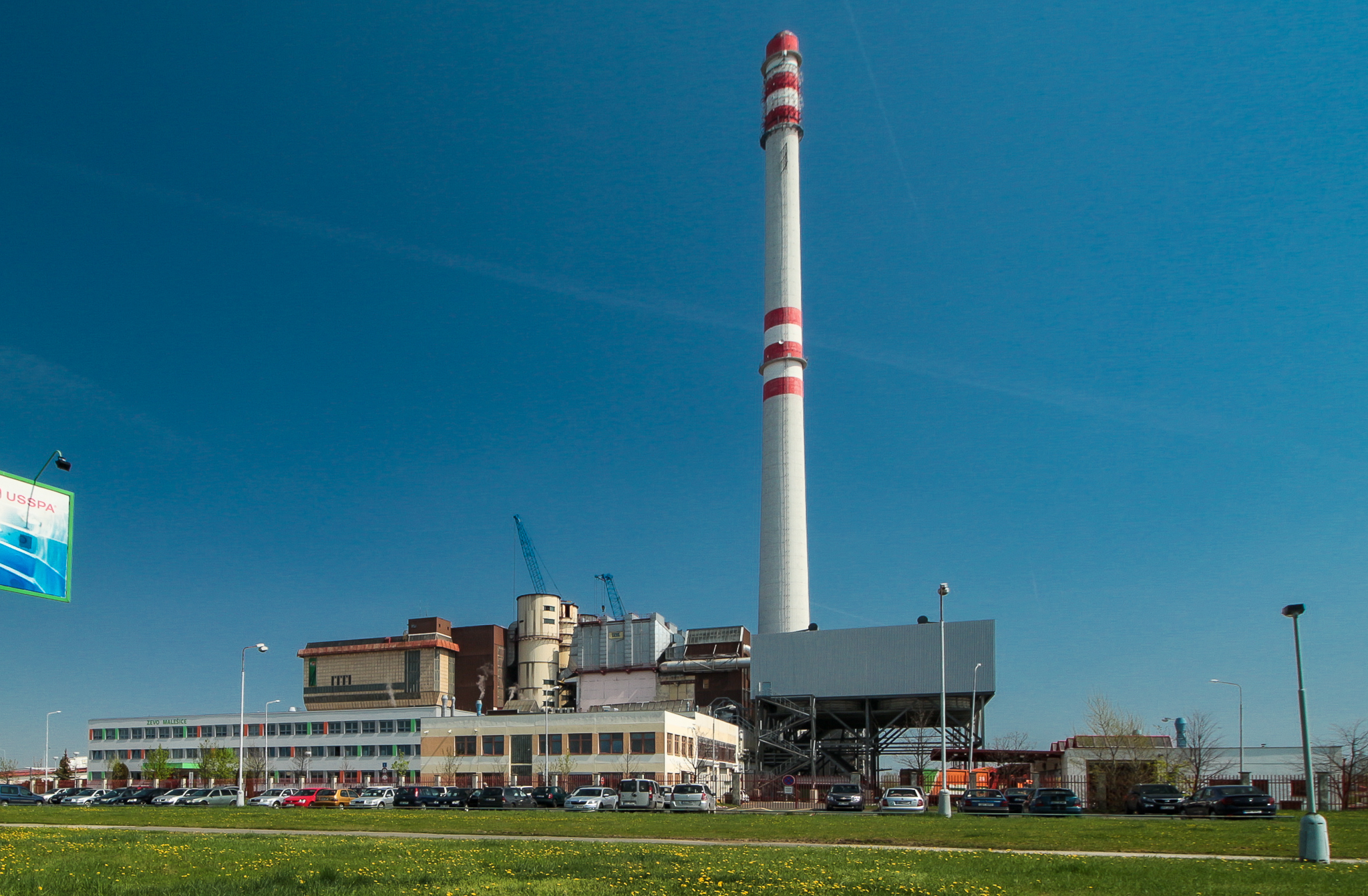
Spalovna Malešice, pohled z Malešické ulice (Malešické stráně)

Území označované jako „průmyslový obvod Malešice – Hostivař“ neboli „průmyslová zóna“ o rozloze 1000 hektarů se nachází směrem od východního okraje malešického sídliště a je od něj odděleno poměrně rozlehlou plochou zeleně. Tento organický industriální celek jakoby ani příliš nepočítal s lidmi; často zde chybí chodníky, případně nějaké cyklistické stezky ani není příliš dobře dostupný městskou hromadnou dopravou. Územní plán průmyslové zóny vypracovali v roce 1965 architekti Honeiser a Strašek. Toto území mělo navazovat na starší vysočanskou průmyslovou oblast a spolu s hostivařskou částí tvořit organický celek. V pozdějších letech došlo k redukci původních urbanistických představ o gigantickém rozsahu této oblasti, takže nakonec má menší rozlohu, než bylo plánováno. Své sídlo zde našla řada podniků, služeb a výrobních závodů, např. Pražská teplárenská, Stavoservis nebo ředitelství poštovní přepravy. Na východním okraji průmyslové zóny byla v letech 1988–1998 postavena spalovna komunálního odpadu.

## Památky

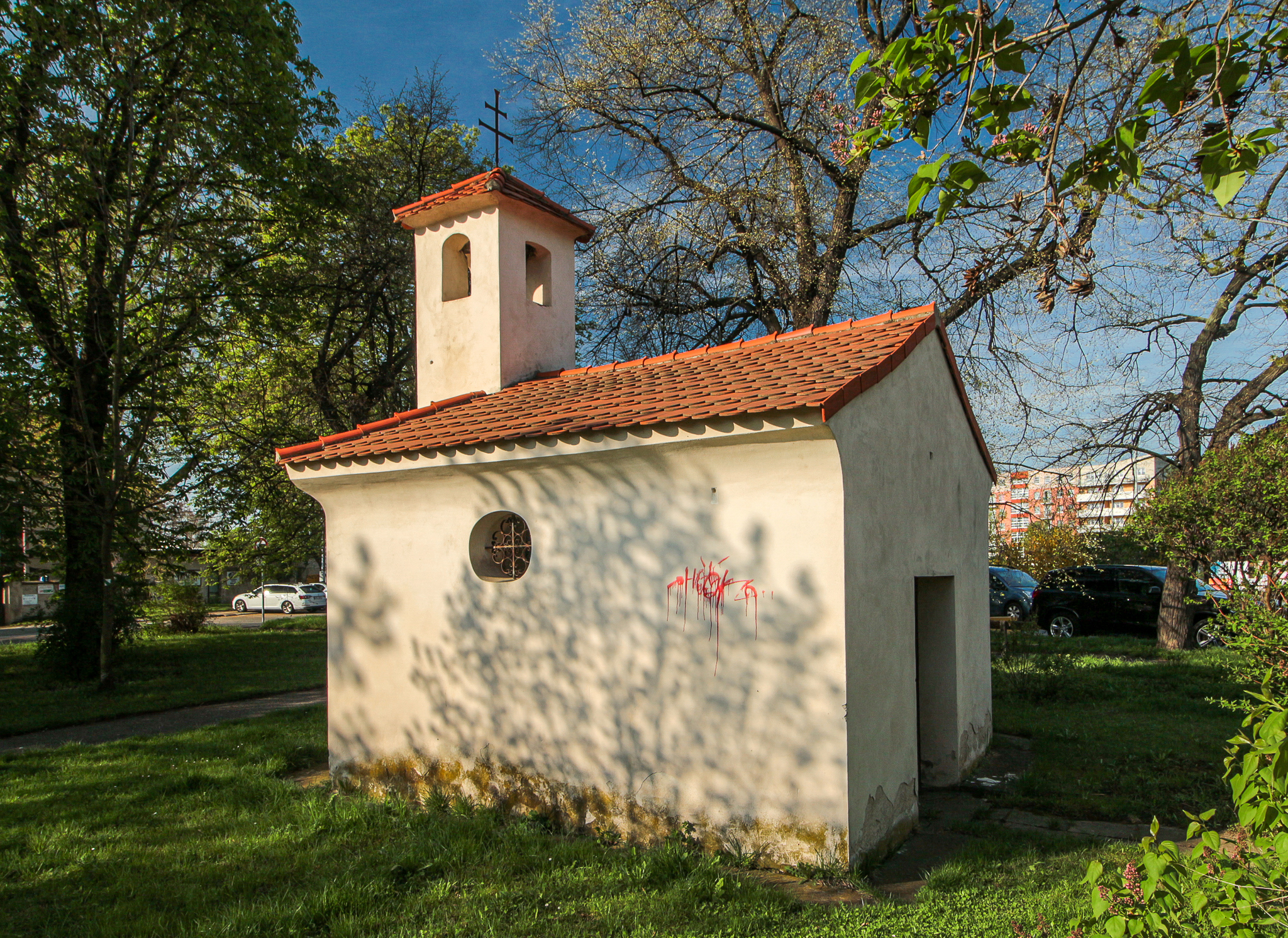
Barokní kaple sv. Václava na Malešickém náměstí

Na území Malešic se nachází několik památkově chráněných objektů. Jedná se o kapli sv. Václava, výklenkovou kapličku v ulici Chládkova, malešický zámeček s areálem a usedlost čp. 11 (hotel Baroko). Ještě v poměrně nedávné době stály v historickém centru Malešic malé přízemní domky barokního původu s adresou U Tvrze čp. 14, čp. 36 a čp. 38 dokládající původní zástavbu. Tato památkově hodnotná stavení však dlouhou dobu nebyla příliš udržována a chátrala. Již roku 1987 proto vydal ONV v Praze 10 rozhodnutí o odstranění domku čp. 38 a v roce 2000 nakonec i památkáři souhlasili s demolicí zbývajících stavení čp. 14 a čp. 36.

### Kaple sv. Václava, Malešické náměstí
Tato drobná, pozdně barokní kaple pochází z roku 1765 a stojí přibližně uprostřed bývalé malešické návsi. V první třetině 19. století byla podstatně klasicistně přestavěna. Jedná se o malou sálovou stavbu s presbytářem orientovaným k jihovýchodu. Kaple má nízkou sedlovou střechu a drobnou hranolovou zvoničku, v níž chybí zvon a zůstal zde pouze jeho dřevěný závěs asi z 19. století. Vnitřní prostor stavby je zaklenut valenou klenbou, která v závěru přechází v konchu. Průčelí kaple s trojúhelným štítem má obdélný vchod a každá boční loď je prolomena jedním oválným okénkem s dekorativními mřížemi z konce 20. století. Mobiliář z interiéru kaple se nedochoval.  Kaple je chráněna jako kulturní památka od 3. 5. 1958. V současnosti došlo ke znovuoživění vnitřního prostoru kaple, který je využíván jako výstavní prostor.

### Výklenková kaple, ulice Rektorská, Chládkova

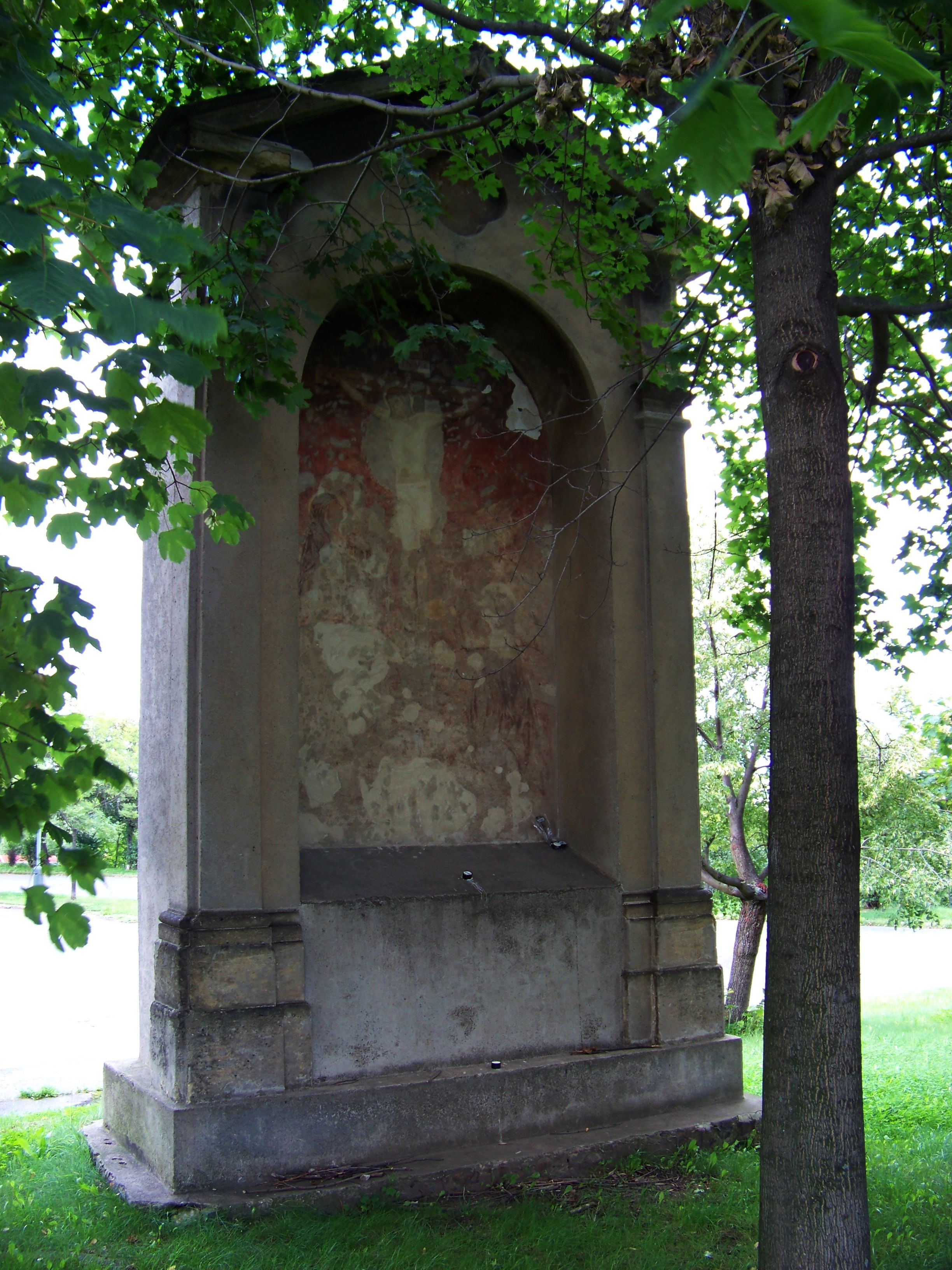
Výklenková kaple v Rektorské ulici

Tato výklenková kaple byla postavena roku 1757 obcí Karlo-Ferdinandovy univerzity údajně na paměť bitvy u Štěrbohol. K její první obnově došlo v roce 1807 a dále roku 1902;  ani jedna z těchto oprav však nepochybně její původní vzhled příliš nezměnila. K dalšímu obnovení došlo po poškození kaple v 80. letech 20. století, kdy se v roce 1984 spolu s ní restaurovaly i dochované fragmenty vnitřních nástěnných maleb. Kaple připomínající výklenkové kaple staroboleslavské poutní cesty původně zaujímala dominantní pozici na vrchu Třebešíně, avšak dnes je již obklopena zástavbou. Výklenková kaple má půlkruhově zaklenutou niku, která je rámována pilastry s toskánskými hlavicemi a je završena trojúhelným štítem s římsou. Uvnitř niky kaple se nachází torzo nástěnné malby Ukřižovaného Krista s postavami Panny Marie, sv. Jana Evangelisty nacházejícího se pod pravou Kristovou rukou a dále klečící sv. Máří Magdalény v pravém dolním rohu, vzpínající své ruce k umučenému Spasiteli. Na ploše trojúhelného štítu kaple je kvadrilob s malbou poprsí Panny Marie. Kaple je chráněna jako kulturní památka od 3. 5. 1958.

### Malešický zámeček

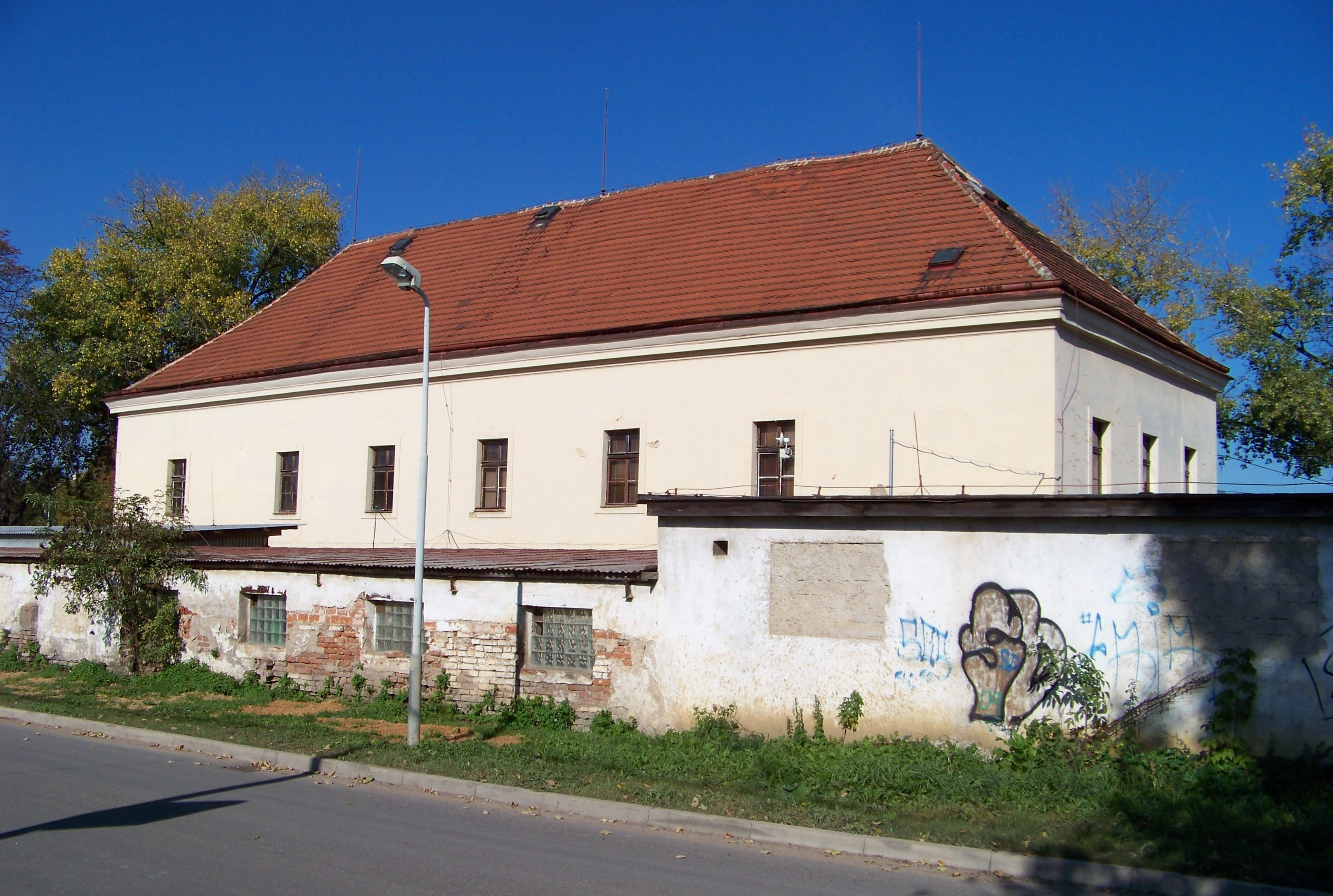
Malešický zámeček, pohled z ulice Podle trati

Malešický zámeček, zchátralý areál u Malešického náměstí, Tomsova 7-9 – v jádře barokní malešický zámeček (v literatuře nazývaný také vrchnostenský dům) byl postaven podle projektu dvorního stavitele Jakuba Antonína Canevalleho v letech 1686–1689 pro hraběte Kryštofa Vratislava z Mitrovic, který koupil ves Malešice roku 1685. Jedná se o prostou, patrovou stavbu s obdélným půdorysem, v podstatě již dnešního vzhledu. Není zcela jasné, jestli zámeček vznikal přímo v místě dřívější tvrze připomínané v Malešicích poprvé v roce 1408. K přestavbě zámečku došlo v roce 1755, kdy jej vlastnila pražská univerzita. Po roce 1842 k němu byly v prostoru bývalých zámeckých zahrad s rybníkem postupně přistavěny hospodářské a provozní budovy. Součástí celého areálu je také pozdně klasicistní patrová sýpka datovaná do doby po roce 1845 (není zachycena na indikační skice stabilního katastru z roku 1845). K dalším stavebním úpravám zámečku došlo po polovině 19. století a znovu několikrát i ve 20. století. Patrně nejvíce devastující byly stavební zásahy z doby po 2. světové válce, kdy celý objekt připadl Státnímu statku Praha. I přes všechny tyto zásahy a přístavby je dodnes patrný historický původ této stavby. Prozrazuje jej například hmota stavby, nepravidelný rozvrh jednoduše rámovaných oken, schodiště či klenuté prostory v přízemí. Nyní má zámeček obnovenou fasádu a novou střechu.

### Usedlost čp. 11 (dnes hotel Baroko)

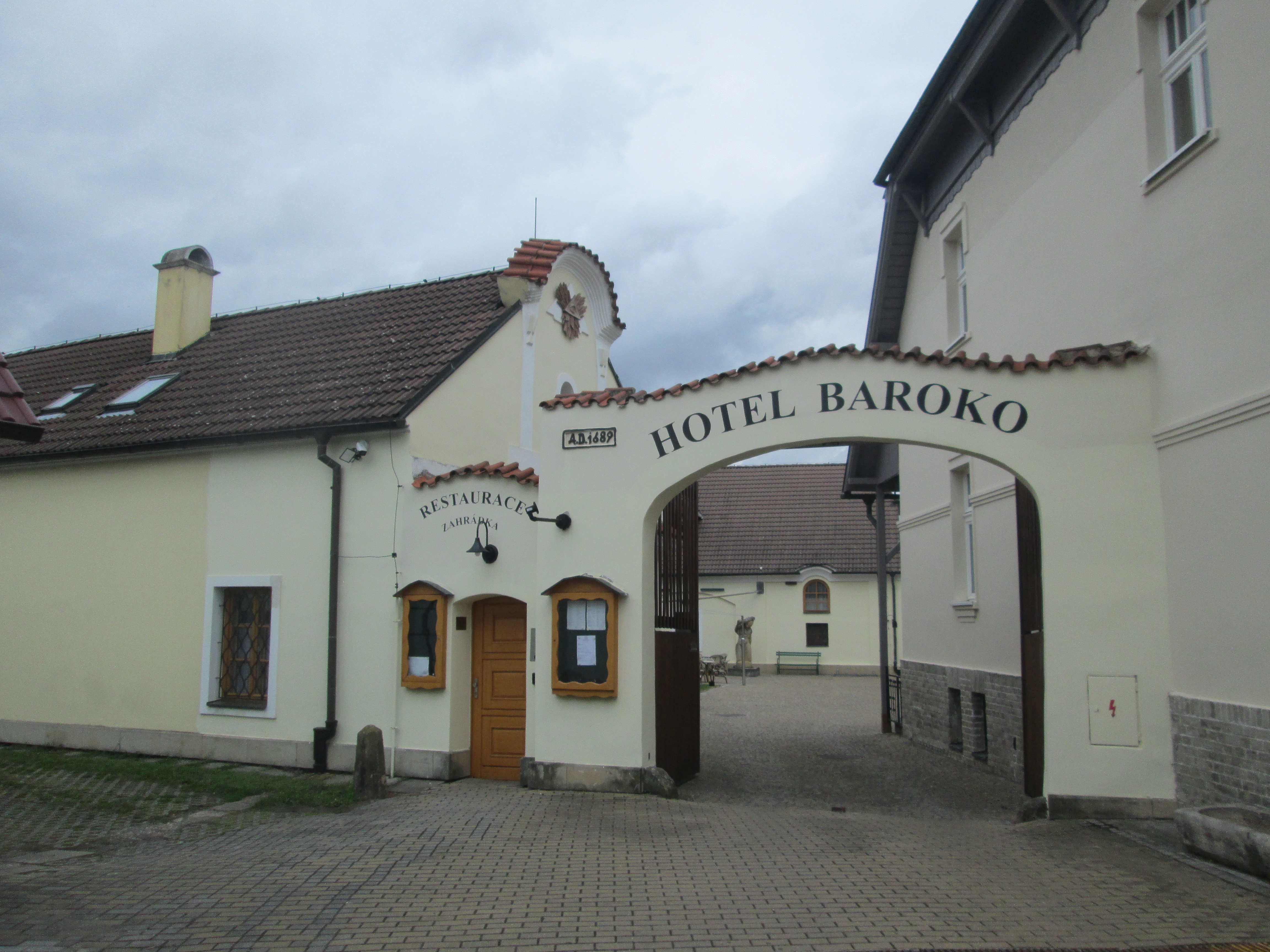
Usedlost čp. 11 (hotel Baroko) v Tomsově ulici

Tato usedlost v ulici Tomsova 13-15, byla vystavěna roku 1716 v místech starší usedlosti připomínané roku 1689 (rok je uveden ve štukovém rámečku z konce 19. století na vjezdové bráně). Pozůstatkem starší usedlosti je pravděpodobně obvodové zdivo jihozápadního křídla. Roku 1716 došlo k výstavbě nové části hospodářského křídla s vysokým špýcharem připojené k staršímu obytnému stavení. Roku 1761 byl statek přestavěn. Kolem roku 1840 tuto usedlost držel František Mařenec, za něhož vznikly po roce 1844 další hospodářské budovy protilehlého boku dvora, sloužící jako chlévy. Ty byly stavebně upraveny roku 1930, kdy velkostatek vlastnil Vratislav Hovorka. Nová secesní hlavní obytná budova vilového charakteru (čp. 144) byla v místech sýpky v jižním nároží areálu vystavěna roku 1914. V roce 1977 usilovalo o zrušení památkové ochrany usedlosti a její následnou demolici stavební družstvo Pragostav, které chtělo na jejím místě vystavět nové bytové domy, k čemuž nakonec nedošlo. Na počátku 21. století (před rokem 2003) došlo k přestavbě celého areálu v Hotel Baroko. Vnitřní dispozice staveb se přitom úplně změnila; zanikla zadní část hlavního křídla a jednotlivé části statku byly adaptovány na hotelové pokoje, restauraci a ostatní zázemí. Dnešní areál hotelu tvořený obytnými a hospodářskými budovami se rozprostírá na nepravidelně utvářené parcele. Nalevo od vjezdu se nachází původní obytné stavení, napravo vila ze začátku minulého století, úprava ostatních stavení je povětšinou novodobá. V interiérech se dochovaly pozdně barokní klenby z přestavby, která se uskutečnila roku 1761. Zahrada hotelu se rozprostírá až do míst, kde se dříve nacházel malešický rybníček a kde je v současnosti obnovené fotbalové hřiště TJ Malešice. Celá tato venkovská usedlost (obytná budova, hospodářský objekt, sýpka, stodola, kůlny a brána) je chráněna jako kulturní památka od 27. 1. 1992.

## Významné stavby
V Malešicích se nachází několik dalších významných staveb, které nejsou památkově chráněné. Milíčova modlitebna nakonec na základě řízení probíhajícího od roku 2013 sice v roce 2015 nebyla prohlášena za kulturní památku, avšak byla zachráněna před demolicí a obnovena. Modlitebna je v podstatě jedinou větší sakrální stavbou v Malešicích. Na rohu ulic Bakalářská a Rektorská, kousek od Domova důchodců se ještě do nedávné doby nacházely základy moderně pojatého chrámu sv. Josefa, který zde měl být postaven po druhé světové válce. Projekt vypracoval architekt Karel Hakl a iniciátorem byl Spolek pro vystavění katolického kostela pro Malešice a Hrdlořezy. V roce 1947 bylo vydáno stavební povolení a záhy byly postaveny základy, jež vysvětil kardinál Josef Beran. V roce 1948 však došlo ke komunistickému puči a již se nenašel dostatek financí pro dostavbu. Roku 1949 se nakonec rozhodlo, že stavba nebude dokončena vzhledem k preferencím Prvního pětiletého plánu (tzv. první pětiletky) Dnes stojí na místě základů kostela obytný dům.

### Milíčova modlitebna, ulice Rektorská 54

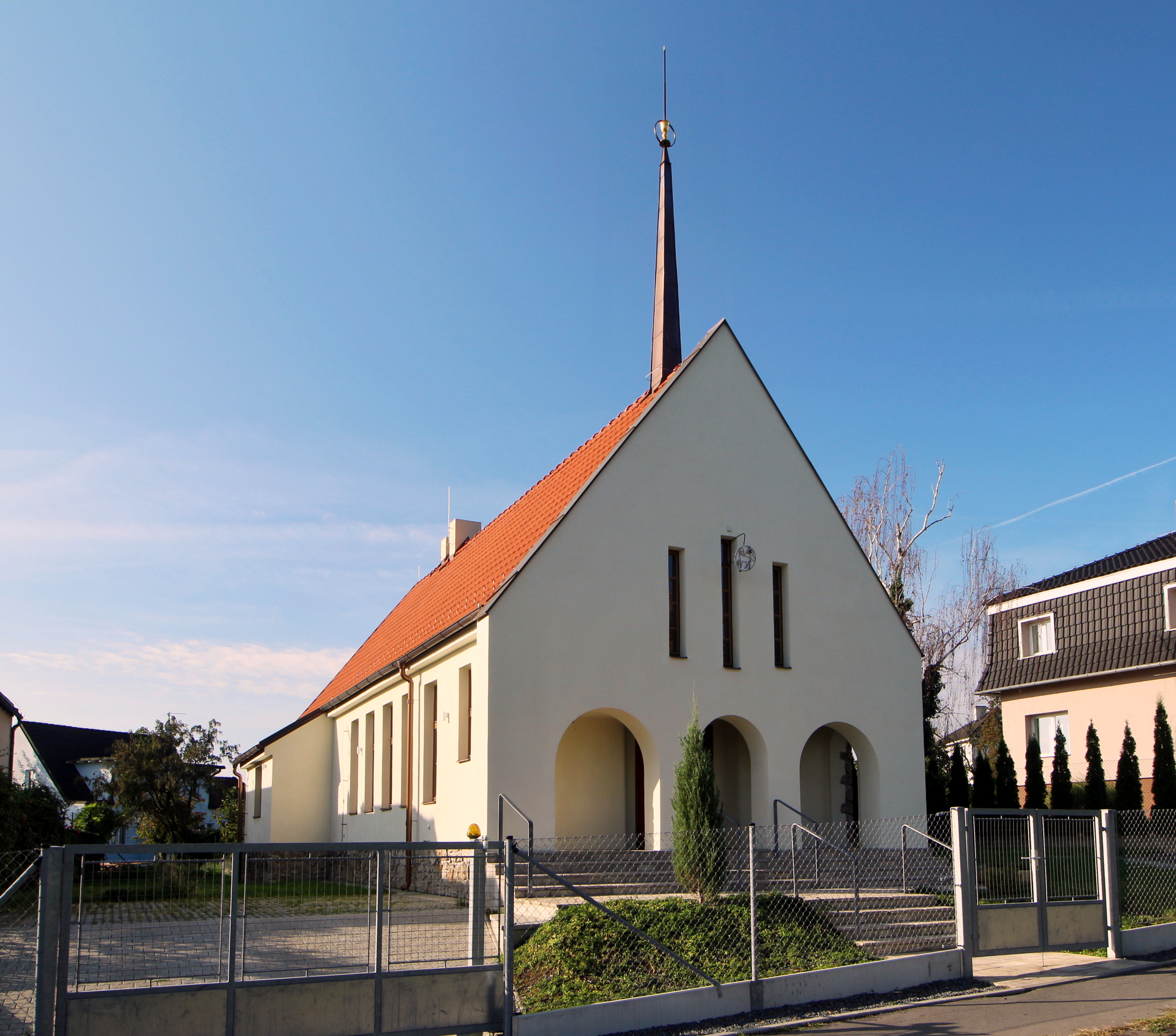
Milíčova modlitebna v Malešicích

Pozdně modernistická Milíčova modlitebna byla vystavěna v letech 1950 – 1952 podle návrhu architekta Bohumila Bareše. V této době šlo u nás o ojedinělé vybudování sakrální stavby v těžkých podmínkách socialismu. Slavnostní otevření modlitebny se uskutečnilo 18. 5. 1952. Na počátku 80. let 20. století došlo k jejímu uzavření a od té doby modlitebna chátrala.  Až do roku 2005 stavbu vlastnil Farní sbor Českobratrské církve evangelické od něhož ji vykoupila centrála církve a uvažovala o její demolici. Za záchranu modlitebny se postavili občané Malešic, kteří založili občanské sdružení Kaple Rektorská a nakonec stavbu zakoupil pražský Ochranovský sbor Jednoty bratrské. Stavba byla v roce 2011 zachráněna, v roce 2017 proběhla její rekonstrukce a dostavba podle projektu architekta Davida Vávry  a nyní opět znovu slouží k liturgickým účelům a zároveň se v ní konají kulturní akce pro širokou veřejnost. Jedná se o podélný, sálový prostor s kněžištěm orientovaným přibližně k jihu. Modlitebna má v čele portikus nesený trojicí nestejně širokých půlkruhových arkád; střední arkáda je užší a směřuje k obdélným vstupním dveřím. Průčelí završuje mohutný trojúhelný štít s trojicí úzkých vysokých obdélných oken. Boční zdi modlitebny jsou rovněž prolomeny vysokými obdélnými úzkými okny osvětlujícími vnitřní sálový prostor.

### Jiráskova vila

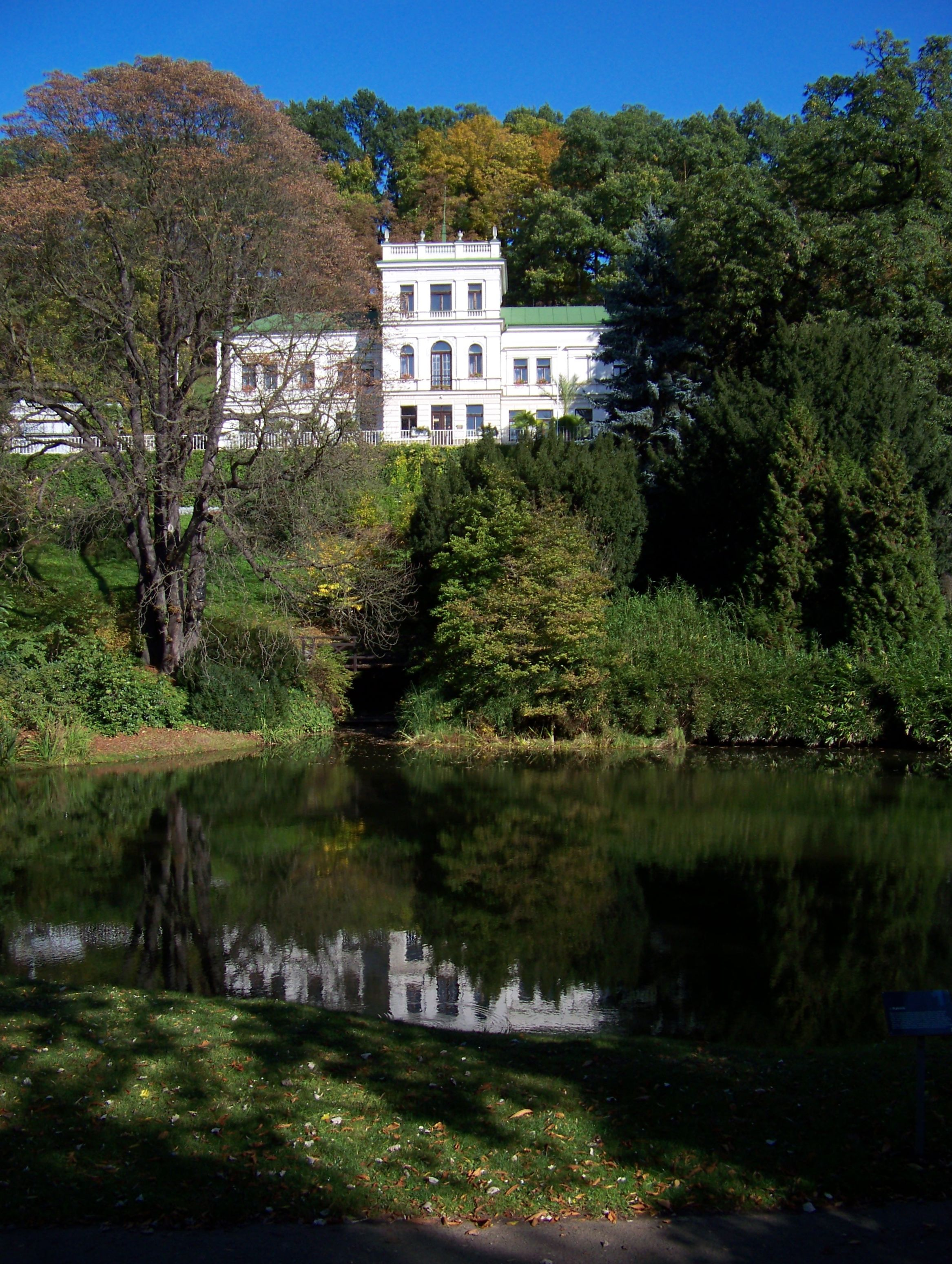
Jiráskova vila v areálu Botanické zahrady v Malešicích

Jiráskova vila se nachází na západním úbočí vrchu Tábor, v centru areálu Botanické zahrady Malešice. Vznikla přestavbou starší osamělé usedlosti  čp. 17 situované nad rybníkem. Tato usedlost měla protáhlý obdélný půdorys a je známo, že ji v polovině 19. století vlastnil Josef Havlíček. Roku 1920 došlo k její přestavbě na honosnou historizující vilu s novorenesančními prvky na fasádách. Kolem roku 1938 byla vila ještě sochařsky ozdobena a asi částečně poupravena. Jejím majitelem byl průmyslník Václav Jirásko (* 22. 1. 1882), který vlastnil také zámek v Bílých Poličanech, kam z malešické vily později odvezl některý mobiliář a patrně také obložení stěn. V roce 1947 získalo objekt i s okolím hlavní město Praha a 1. září 1948 zde zahájila výuku zahradnická škola a učiliště. Na přelomu 19. a 20. století bylo okolí vily upraveno na přírodně krajinářský park a na tomto projektu se pravděpodobně podílel zahradní architekt František Thomayer. Park od roku 1991 náleží do sítě botanických parků a zahrad.

### Secesní domy

#### Rodinný dům čp. 119, Vydrova 12
Poměrně malý rodinný secesní dům nacházející se ve Vydrově ulici byl vystavěn kolem roku 1910 ve stylu anglických cottages. Jeho původní plány se nedochovaly. Původně měl obytné pouze přízemí a k jeho radikálnější přestavbě došlo patrně již ve 40. letech 20. století; v současnosti tedy působí velmi zachovale. Dům má dvě navzájem prostupující se střechy - sedlovou a polovalbovou. Na jeho exteriéru je nejpůsobivější severní průčelí s vysokým trojúhelným štítem orámovaným dřevěnou trámovou konstrukcí prolomené třemi čtvercovými okénky, které je ozdobenou štukovým dekorem andílků s vinnou révou s latinským nápisem SUDOR – LIBERTAS – FRUCTUS (Pot – Svoboda – Plody).

#### Rodinný dům čp. 134, Káranská 55, Zálužanského 2
Tento menší secesní rodinný dům postavil roku 1912 Václav Dvořák. Jedná se o jednopodlažní dům s polovalbovou střechou  na obdélném půdoryse. Dochovaný plán z roku 1912 byl při stavbě patrně dosti pozměněn, ale míru úprav již dnešní stav domu po úpravách podkroví a obnově omítek v 70. letech 20. století neumožňuje posoudit. Fasády domu dodnes mají dochovány části původního členění i některé reliéfní detaily. Na hlavním průčelí domu je reliéfně ztvárněn bílý kříž s poprsím bezvousého Krista, jehož zavřené oči a zjevné ponoření do vlastního nitra prozrazují ovlivnění symbolismem a mezi okny se nachází štuková deska s Davidovou hvězdou a hebrejskými písmeny, uzavřená reliéfním hadem stočeným do kruhu.

### Železniční most
Působivý železniční most nacházející se mezi ulicemi Pod Táborem a Vydrovou byl postaven mezi lety 1931 a 1936 v rámci výstavby odbočné trati z Prahy-Žižkova do Prahy-Malešic určené pro nákladní dopravu. Jedná se o zděný viadukt s kamenným kvádříkovým obkladem s řadou valeně sklenutých arkád na pravoúhlých pilířích.

## Zajímavá místa

### Naučná stezka sv. Josefa
Naučná stezka sv. Josefa vznikla v průběhu jara a léta v roce 2013 a představuje asi 4 km dlouhý procházkový okruh vedoucí starými i novými Malešicemi a přilehlou zelení. Na stezce se nachází 10 zastavení s informačními tabulemi, které přibližují zajímavosti dané lokality, a zároveň je možné se u nich také pobavit instalovanými environmentálními atrakcemi. Slavnostní otevření naučné stezky se uskutečnilo 13. 9. 2013 za přítomnosti zástupců městské části Praha 10.

### Malešický park

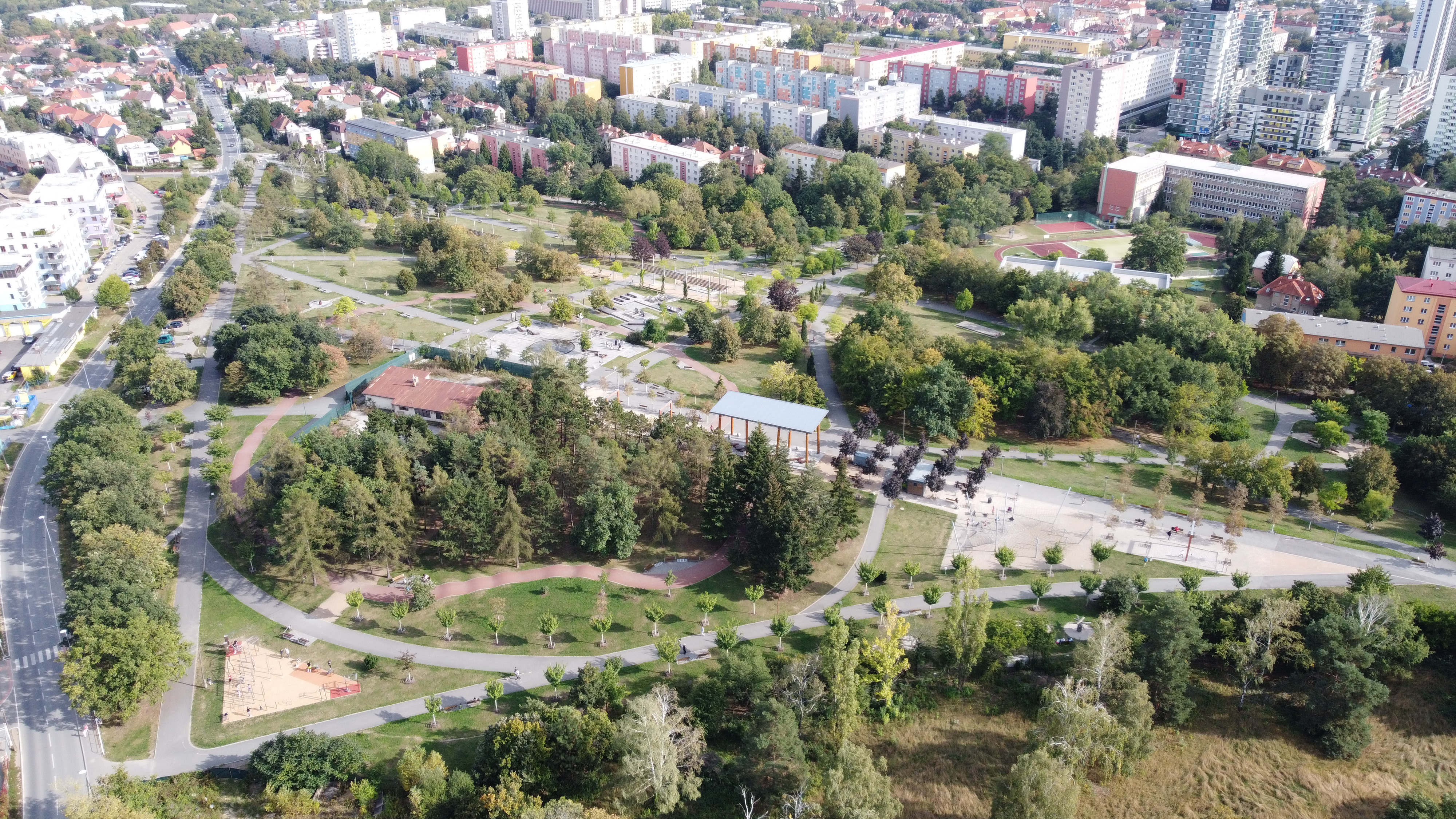
Malešický park a sídliště Malešice, letecká fotografie

Malešický park je největším parkem na území městské části Prahy 10 a jeho revitalizace patří k nejvýznamnějším obnovám zdejších veřejných ploch. Park má rozlohu přes 8 ha a k jeho založení došlo v roce 1972 na místě, kde bývala pole. Dříve však měl podobu prosté louky s jednou hlavní cestou. Záměrem obnovy tohoto prostoru bylo vytvoření moderního rekreačního místa se spoustou zeleně pro odpočinek i sport. Revitalizace parku byla dokončena v roce 2013; došlo k úpravě volných ploch, výsadbě 366 nových dřevin a odstranění některých starých keřů, některé staré stromy zde však zůstaly. Byly zde vybudovány vodní prvky s kaskádou a osazeno 320 moderních laviček, nové cesty, cvičební park pro seniory, cvičiště pro psy, toalety a dětské hřiště.

### Malešický lesík

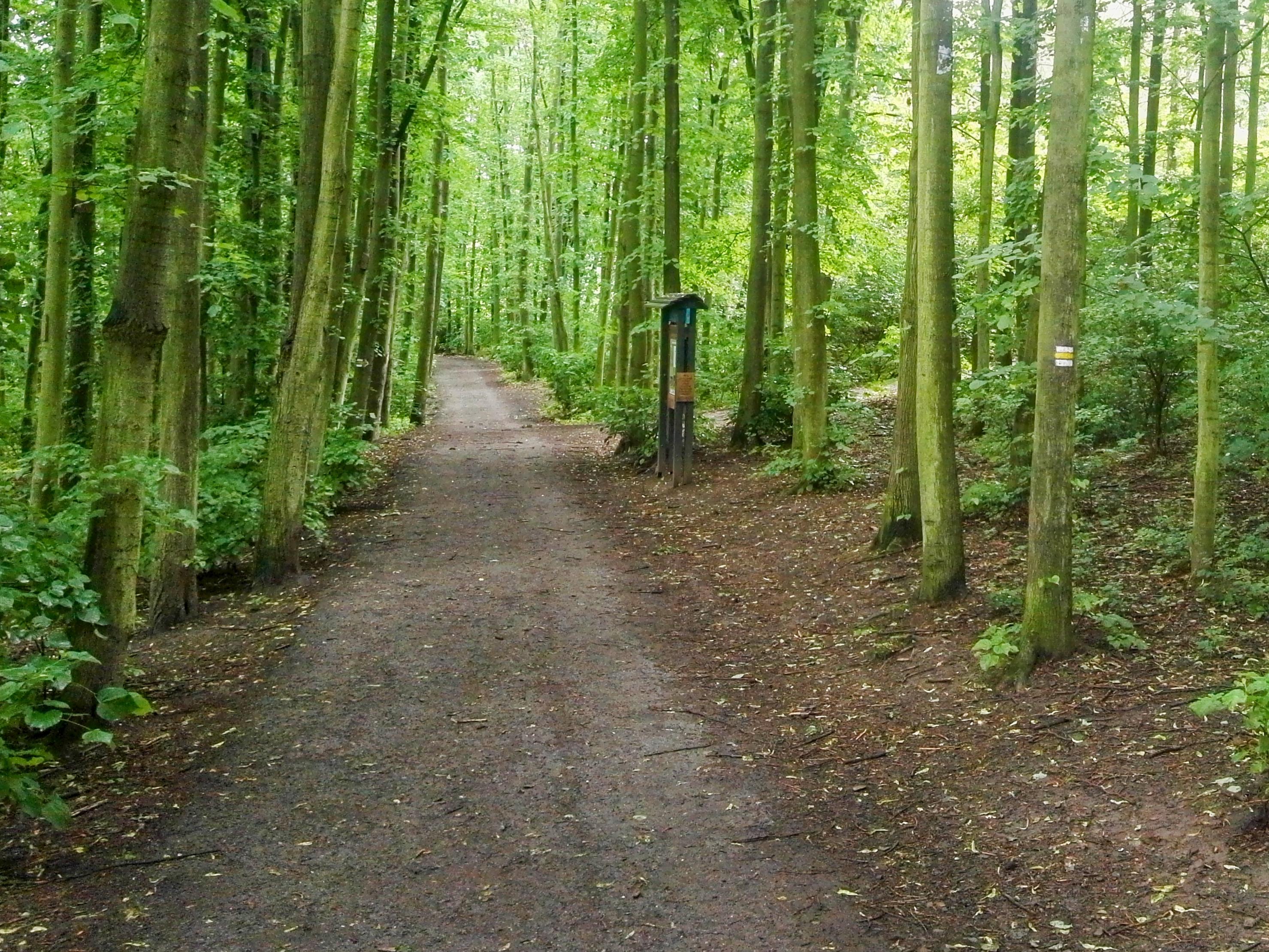
Malešický lesík, hlavní cesta

Malešický lesík se nalézá severně nad Malešickým parkem a lemuje železniční vlečku vedoucí do nákladového nádraží na Žižkově. Les je smíšený a spravují jej Lesy hlavního města Prahy. Vede jím několik zpevněných cest, jsou v něm lavičky i místa vhodná pro piknik.

### Botanická zahrada
Botanická zahrada Středního odborného učiliště zahradnického o rozloze 11 hektarů se nachází na jihozápadním svahu vrchu Tábor. Vznikla v roce 1991 na území historického parku, který byl založen okolo roku 1920 zahradním architektem Františkem Thomayerem. Zahradnická škola se sem přestěhovala v roce 1948 na základě rozhodnutí Magistrátu hlavního města Prahy. Osu parku tvoří potok Malá Rokytka, který protéká rybníkem s rozlohou 0,75 ha představujícím dominantu střední části parku. Součástí zahrady je budova novorenesanční Jiráskovy vily. V zahradě se nachází také alpinum s umělým vodopádem a jezírkem, které bylo rekonstruováno v roce 1994, a dále sbírkové skleníky vybudované na přelomu 19. a 20. století. V nich se pěstují tropické a subtropické rostliny, které slouží především k výuce žáků školy.
Vrch Tábor (260 m n. m.) je nejvyšším místem zdejšího okolí, východnější vrchol na šíji směrem ke Kyjím má nadmořskou výšku 255 m. V roce 1757 se právě v těchto místech odehrál nejkrutější a rozhodující boj bitvy u Štěrbohol. Rakouští vojáci císařovny Marie Terezie tu byli poraženi pruskými vojsky Fridricha II.

## Sochy a umělecké objekty

### Pomník padlým, Strnadova a Vydrova ulice

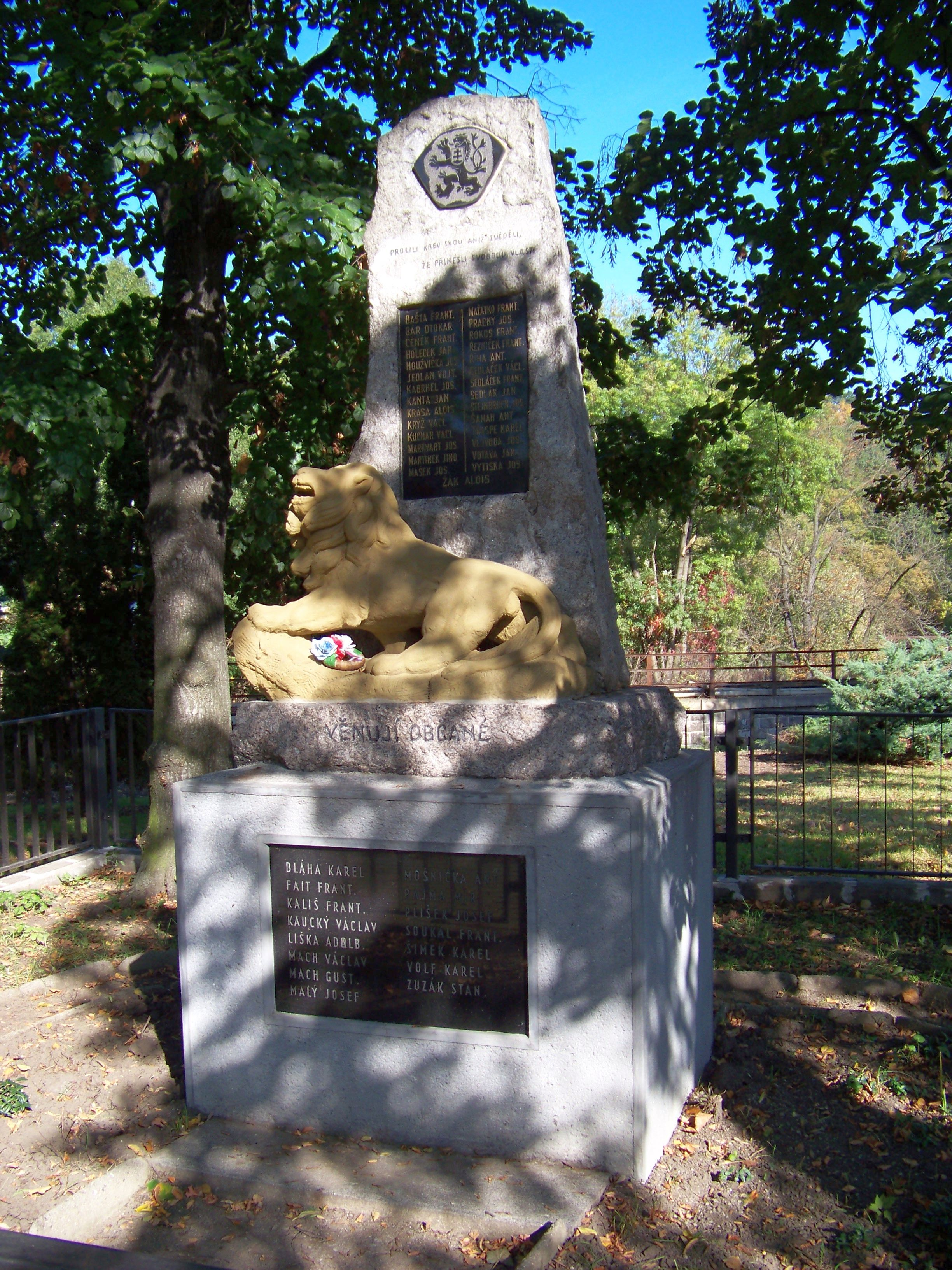
Pomník padlým v roce 2011

Jedná se o pomník malešickým občanům padlým v 1. světové válce pocházející z doby první republiky. Sestává z krychlového podstavce, na kterém leží nízký sokl s pískovcovou sochou lva. Za ním se nachází hrubě opracovaná kamenná deska nesoucí kovovou tabulku se jmény obětí. Nad nimi je vytesán nápis: PROLILI KREV SVOU, ANIŽ ZVĚDĚLI, / ŽE PŘINESLI SVOBODU VLASTI a ještě výše státní znak. Po 2. světové válce byla přidána další tabulka se jmény padlých v letech 1939-1945. Autor pomníku není znám.

### Altán, Rektorská ulice
Jedná se o sochařsky pojatý přístřešek pocházející z roku 1984, jehož autory jsou Karel Nepraš a Kurt Gebauer. Altán má půdorys pětiúhelníku a sestává z pětice subtilních sloupů různých tvarů (stylizované hlavy, navlečené kolo atd.) nesoucích stříšku.

### Poezie a umění (Poezie a učení)
Pískovcovou sochu dívky s knihou vytvořil v roce 1972 Václav Bejček. Je situována před školní budovou v ulici Nad Vodovodem.

### Dívka (Oddych), Nad Úžlabinou

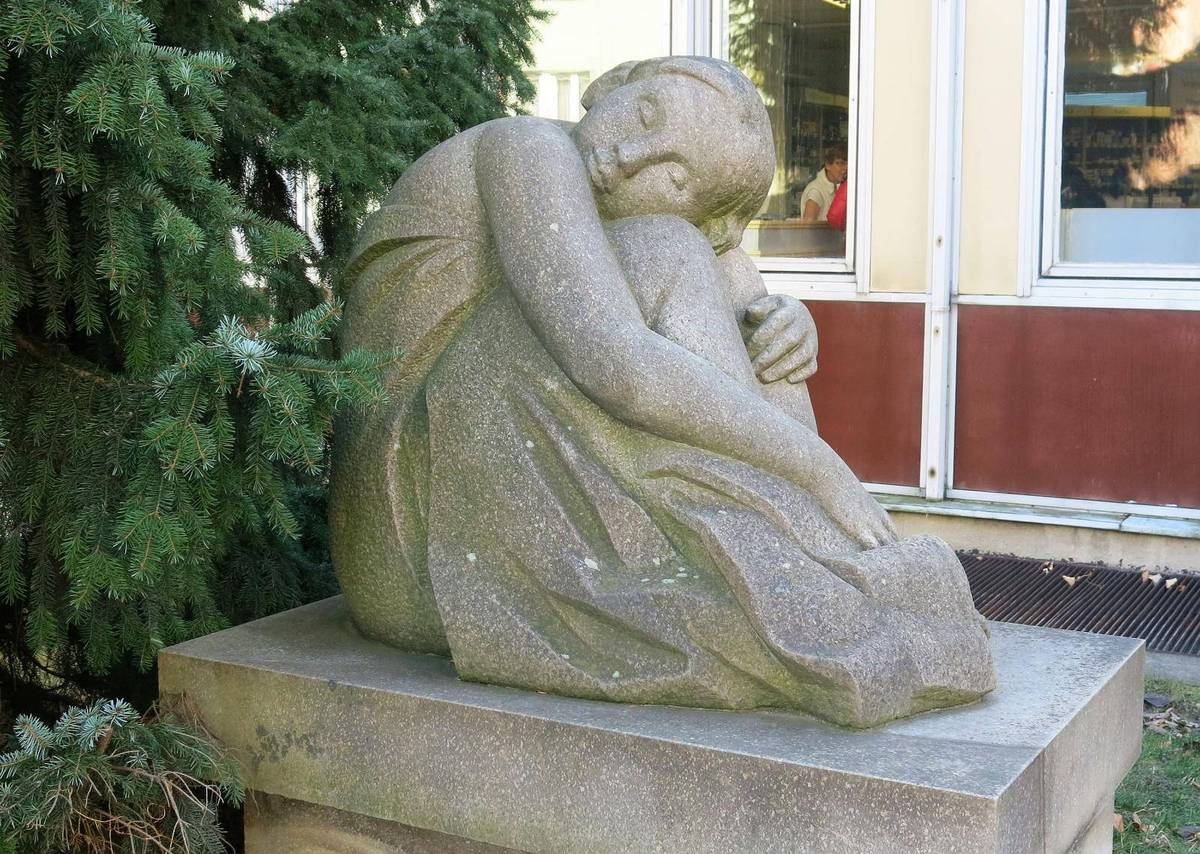
Jiří Kryštůfek, socha Dívka (Oddych) umístěná před budovou polikliniky v Malešicích

Tuto kamennou sochu dívky vytvořil sochař Jiří Kryštůfek roku 1985. Je umístěna na prostranství před poliklinikou Malešice.

### Hudba, Počernická
Pískovcovou sochu s názvem Hudba nacházející se v parčíku před nákupním střediskem Oáza vytesala sochařka Věra Merhautová roku 1972. Dílo zobrazuje mladou ženu s rukama položenýma v klíně, zasněně hledící k nebi.

### Rytíř, Rektorská
Kamennou sochu Rytíř vytesal roku 1986 sochař Čestmír Suška a spolu se sochou Šťastný princ měla oživit areál Domova důchodců. Socha je 1,7 m vysoká a vzdáleně připomíná postavu rytíře ve zbroji s přilbou na hlavě. 

### Skála – obr, velryba, žába, Rektorská

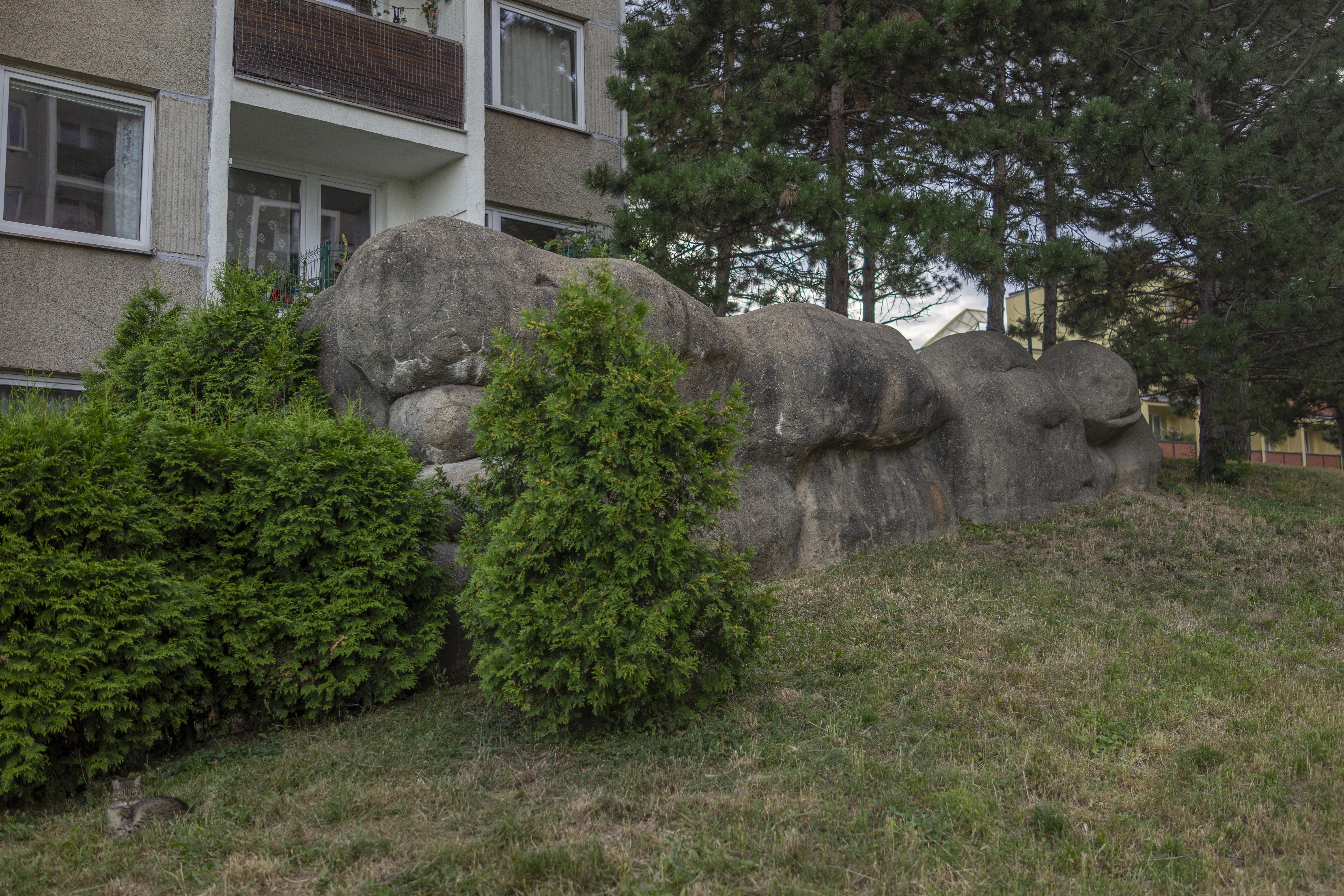
Čestmír Suška, plastika Skála – obr, velryba, žába z roku 1986, ulice Rektorská v Malešicích

Tuto monumentální betonovou plastiku vytvořil před panelovou zástavbou roku 1986 Čestmír Suška. Z větší vzdálenosti vytváří dojem umělé erodované pískovcové skály, v níž lze se zapojením představivosti rozeznat spícího obra, velrybu a žábu. 

### Šťastný princ, Rektorská
Tuto skulpturu vytesal z pískovce roku 1986 Čestmír Suška. Jedná se o abstrahovanou postavu a stejně jako skulpturu Rytíř ji autor nazýval hlavonožcem. Obě se nachází v areálu domova pro seniory, který měly oživit.

## Památkové zhodnocení obce
Malešice se nacházejí na území pražské památkové rezervace vyhlášené nařízením vlády ČSR č. 66 ze dne 21. července 1971. Tato památková ochrana nabyla právní moci 13. srpna 1971. Dále jsou Malešice rovněž součástí ochranného pásma pražské památkové rezervace vyhlášené Rozhodnutím o určení ochranného pásma památkové rezervace v hlavním městě Praze Národním výborem hl. m. Prahy čj. Kul/5-932/81 ze dne 19. května 1981 a jeho doplňkem ze dne 9. července 1981.
V této pražské čtvrti se nacházejí celkem 4 nemovité kulturní památky. 
Kromě skutečnosti, že jsou Malešice součástí pražské památkové rezervace a ochranného pásma pražské památkové rezervace, mají při ochraně významných staveb i zachování zeleně klíčovou roli občanské spolky, které mají  kromě ochrany hodnotných staveb a přírody před stále se rozšiřující zástavbou rovněž za cíl například rozvoj kultury v Malešicích propojený s oživením památkových objektů, které zůstávají nevyužité nebo rozvoj sousedského komunitního života. Těmito spolky jsou dobrovolná iniciativa obyvatel Prahy 10 "Naše Malešice" a Kaple Rektorská, zapsaný spolek. Dále v Malešicích sídlí a působí základní organizace Českého svazu ochránců přírody "Natura, quo vadis?", která je propojena s výše zmíněnými spolky a má významnou roli při ochraně malešické přírody, provozuje mimo jiné turistický oddíl, ekocentrum a organizuje různé akce pro obyvatele Malešic.

## Další fotografie

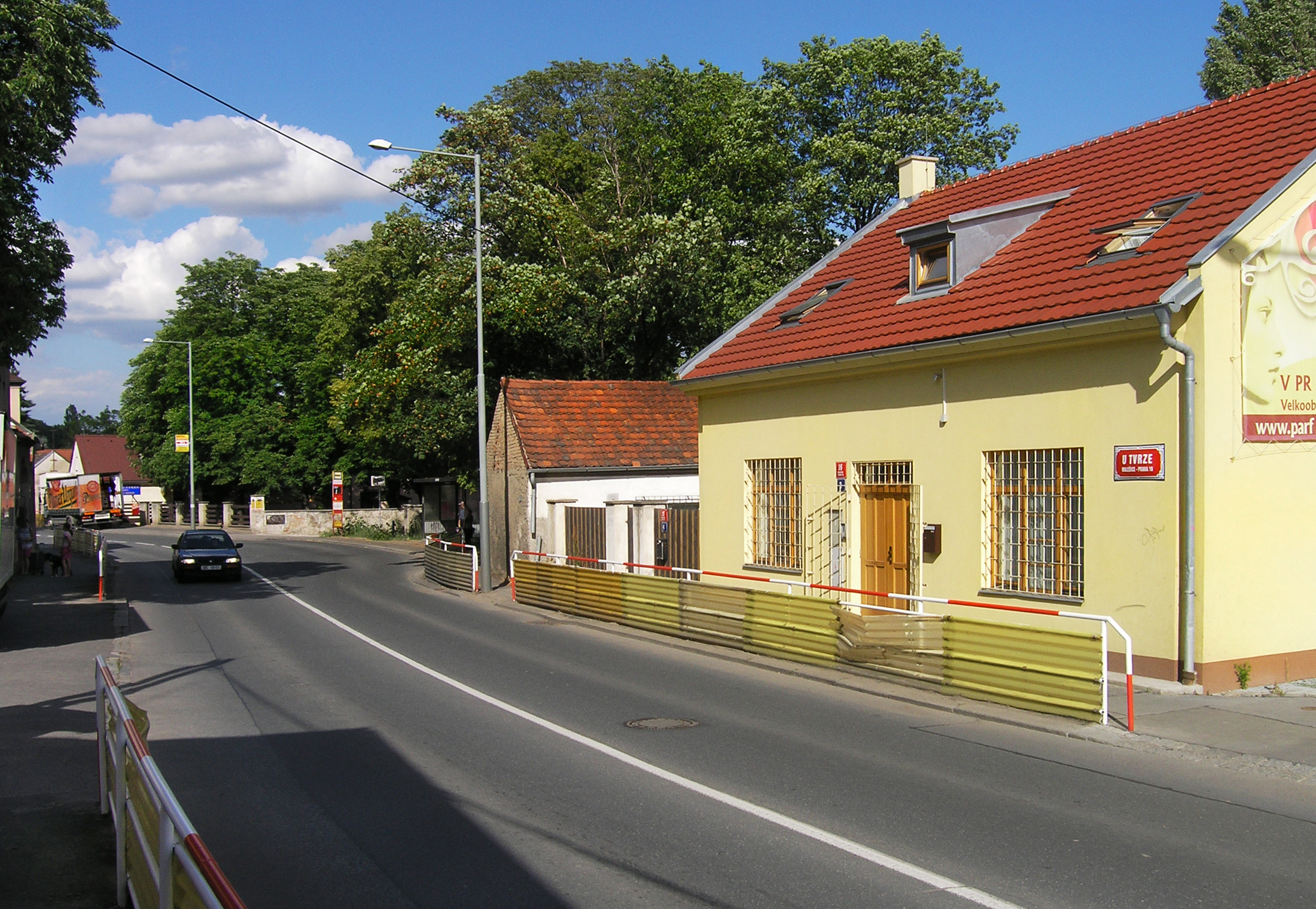
Ulice U Tvrze v původní zástavbě Malešic
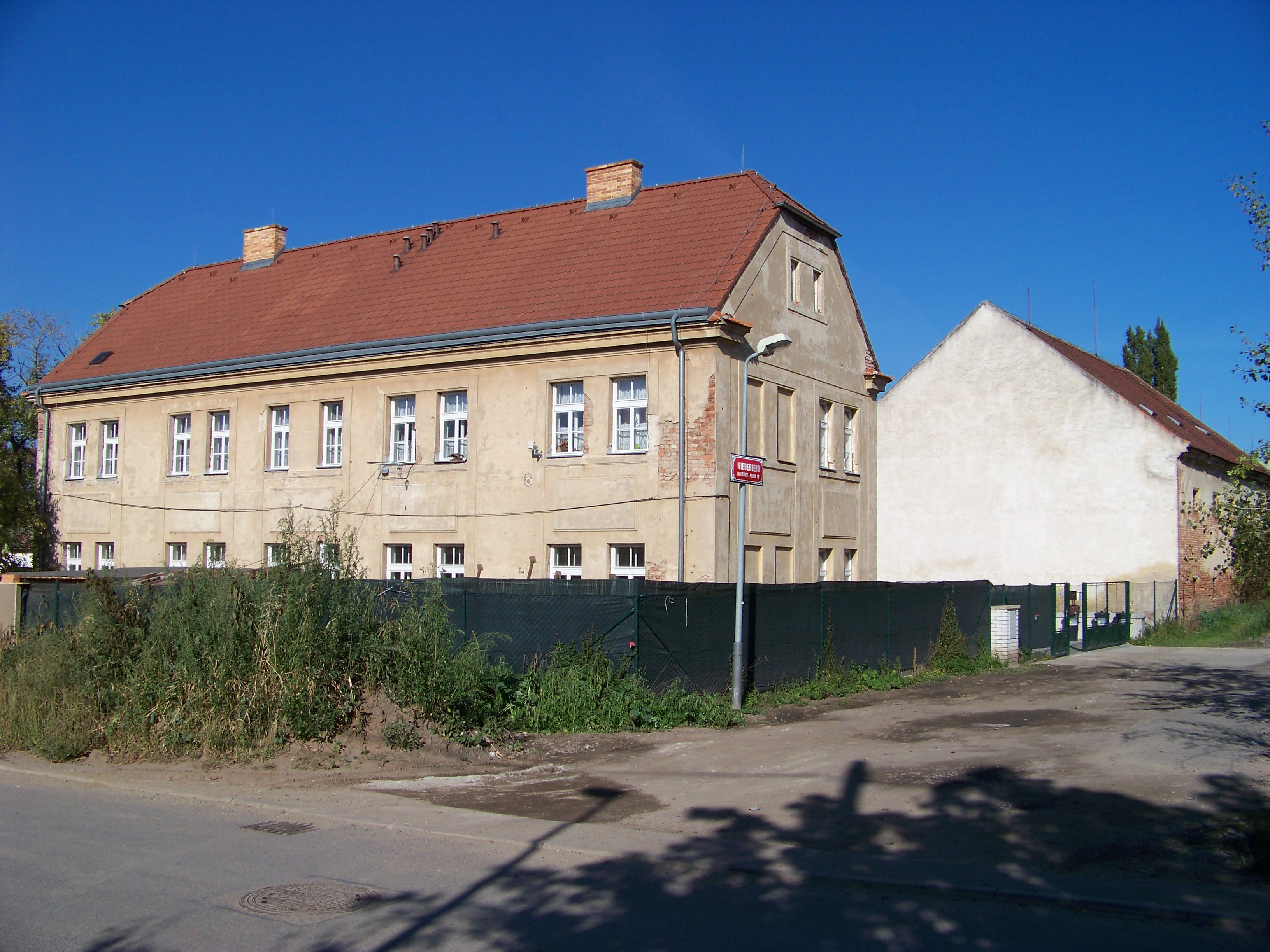
Ulice U tvrze
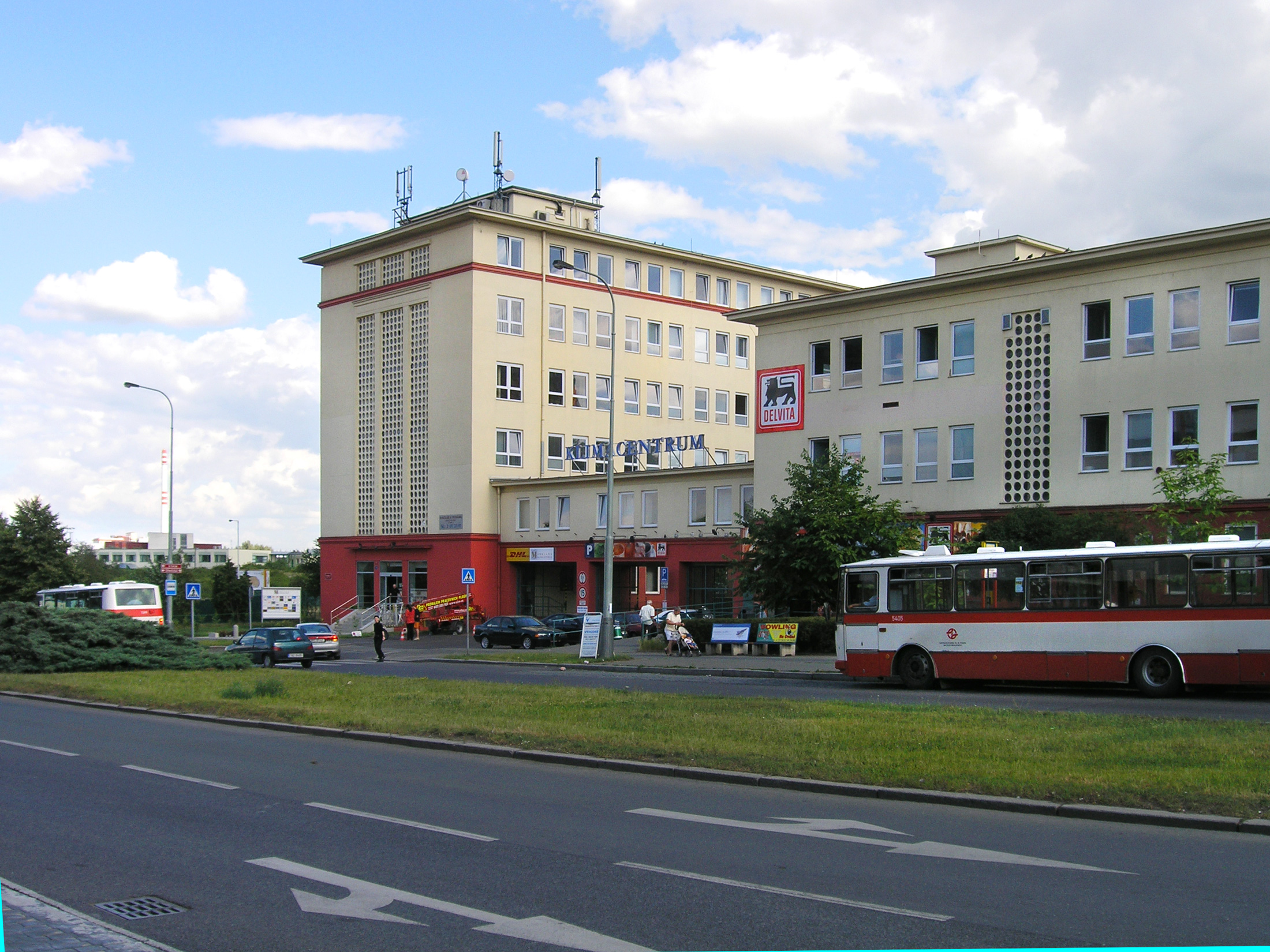
Bývalý výzkumný ústav u Počernické ulice
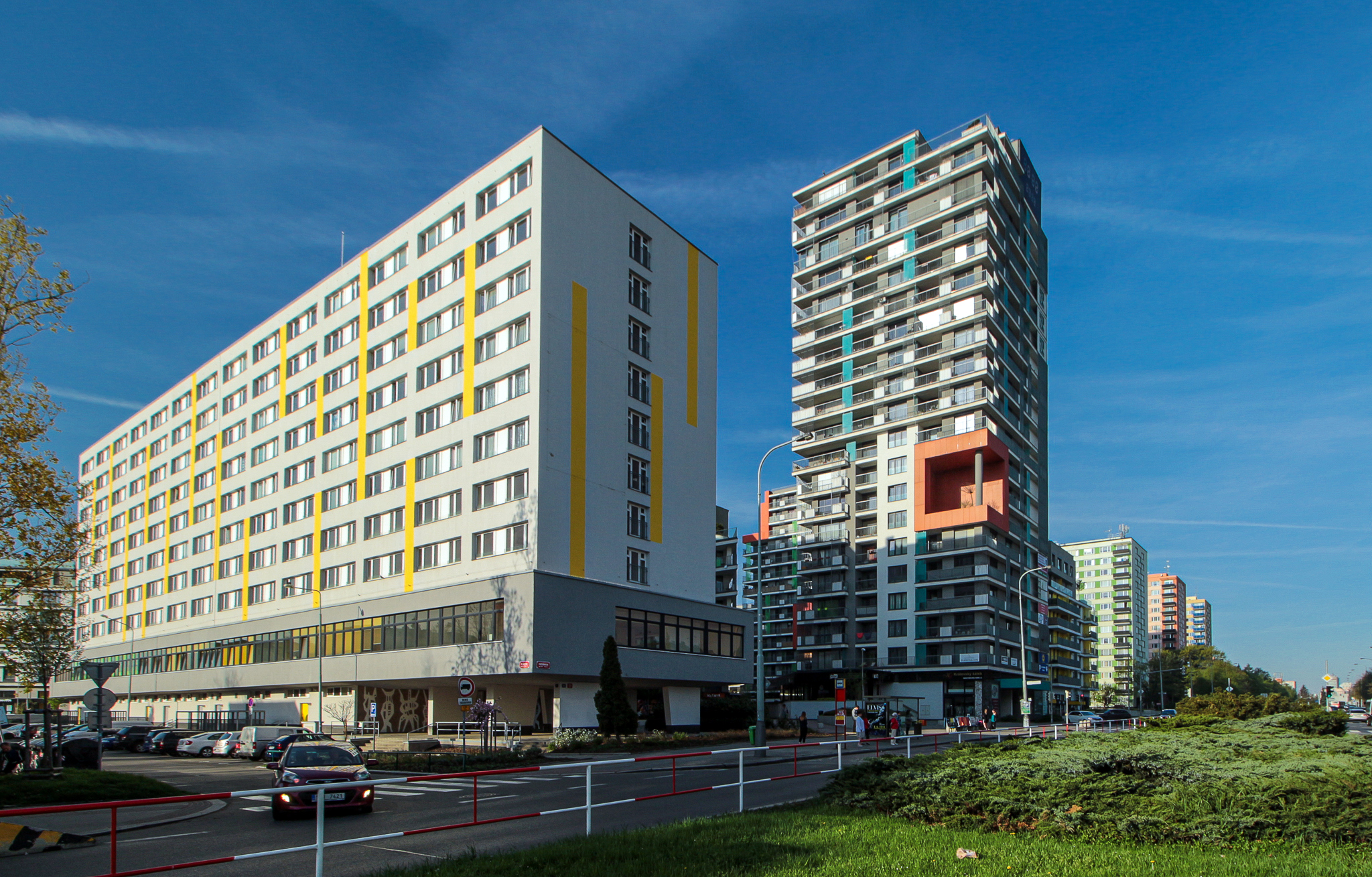
Bytový dům Malešice, 2021
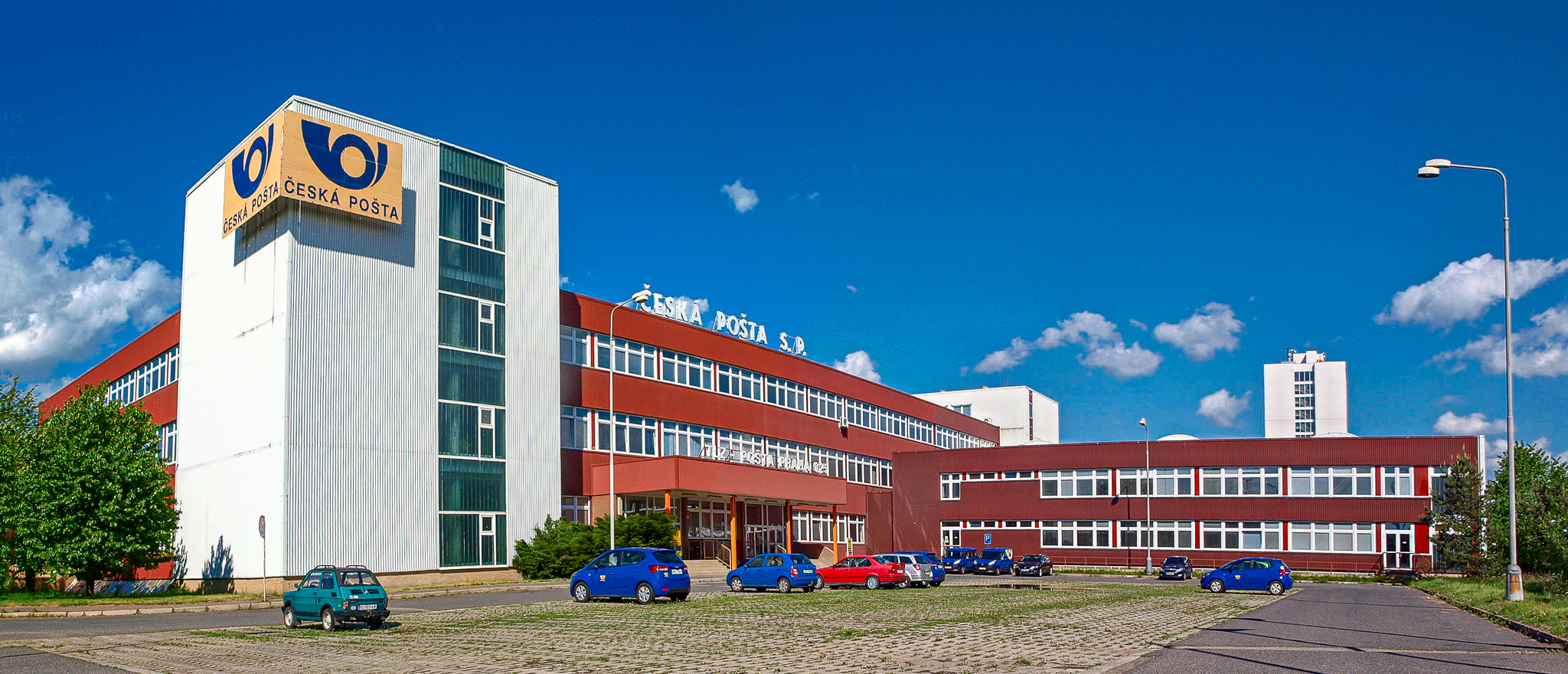
Malešická centrála České pošty
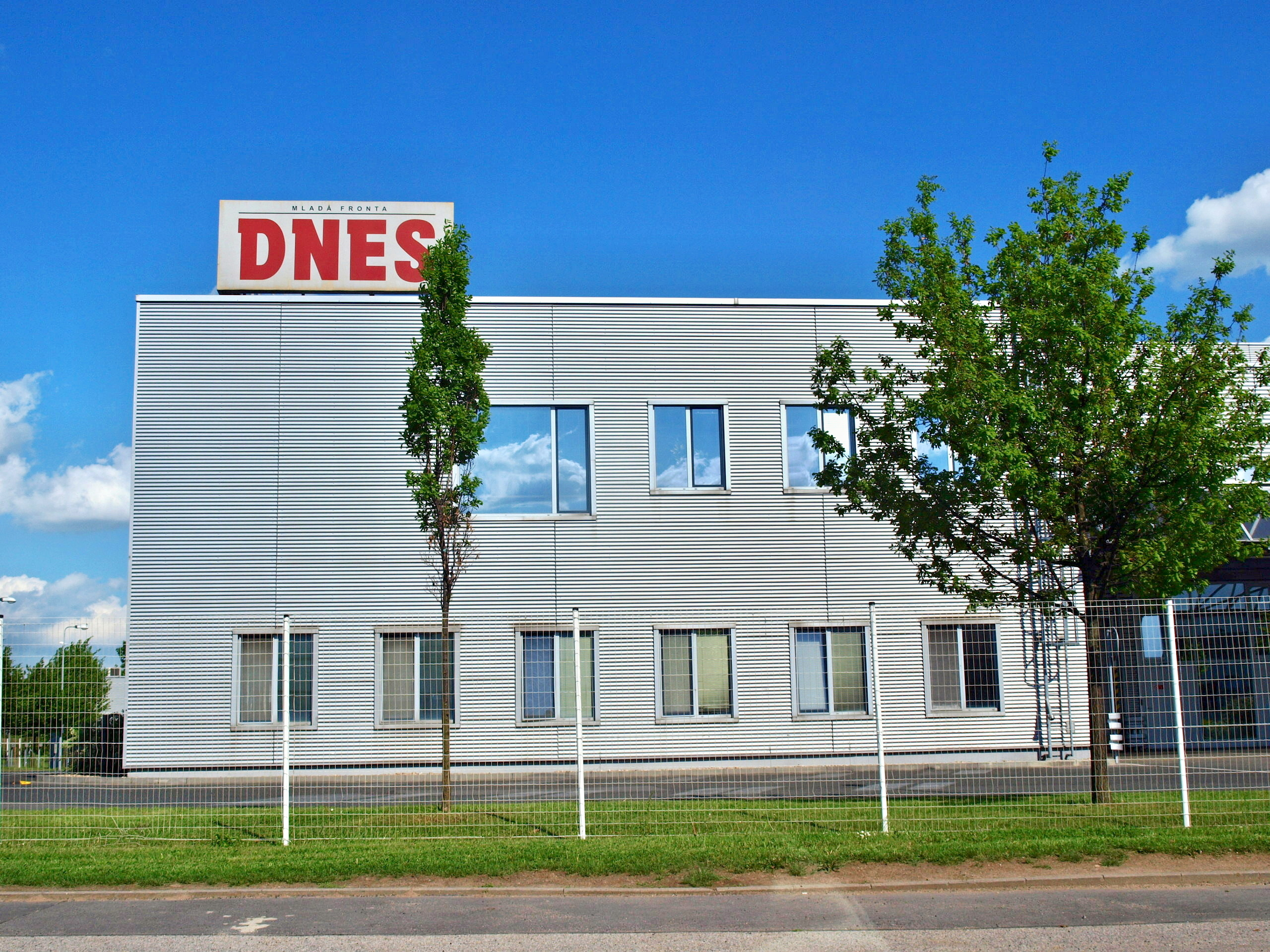
Tiskárna deníku Mladá fronta DNES
Spalovna odpadu z vrtulníku
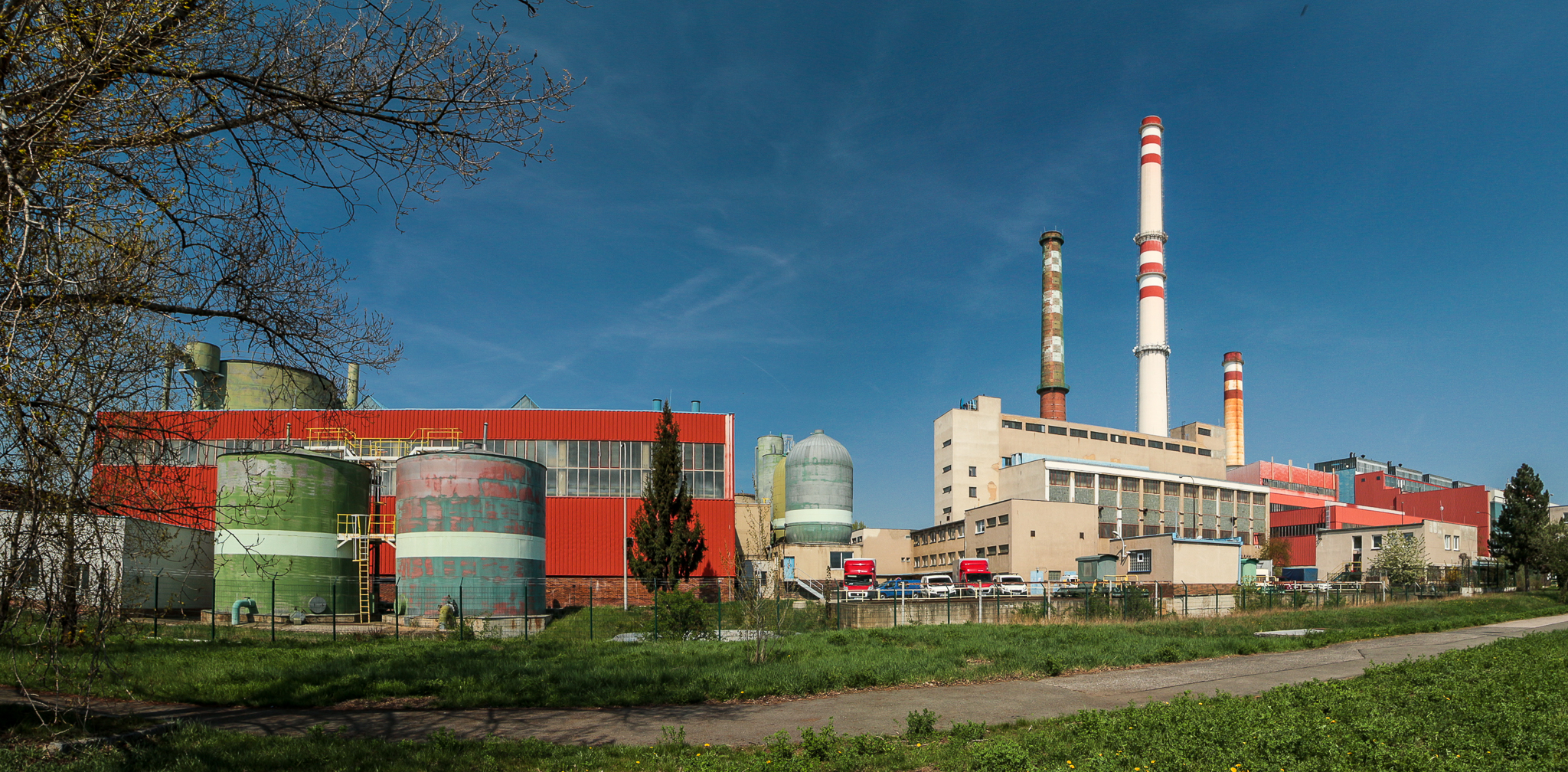
Teplárna Malešice